# Giovanni Silva de Oliveira
Giovanni Silva de Oliveira, ou simplesmente Giovanni (Belém, 4 de fevereiro de 1972), é um ex-futebolista brasileiro que atuava como meia-atacante.
Meia-atacante de estilo clássico e elegante, dono de grande domínio de bola, passes bons e rápidos, dribles e finalização precisa, Giovanni viveu fases extraordinárias na carreira ao mesmo tempo em que sofria críticas quanto a suposta "lentidão" em campo. Embora não jogasse em uma posição propriamente goleadora, também demonstrou dotes de artilheiro, como no Campeonato Paulista de 1996, onde foi o maior goleador(24 gols). Chegou a ser artilheiro também de uma edição do campeonato grego, pelo Olympiacos, um dos clubes em que foi um grande ídolo e onde passara a se posicionar de forma mais ofensiva.
Defendia que "futebol precisa ter um tempero especial, não é só feijão com arroz. Tem que ser ousado, tem que tentar, mesmo que perca o lance". Ademir da Guia, também famoso pela "falsa lentidão", declarou que "ele pode não parecer veloz, mas sempre chega na hora certa e engana o adversário. É um craque e ainda sabe fazer gol", e outro paraense, Sócrates, assinalou que Giovanni jogava "solto, voltado para o gol, tem um passe excepcional e uma visão de jogo sem igual", visão esta amplificada por sua posição ereta e cabeça erguida. Como ele, Giovanni era alto mas com pé pequeno, que no meio do futebol traz convicção de um jogador bastante técnico. A movimentação aparentemente "lenta" era provocada pelo comprimento longo dos seus passos, permitindo-lhe cobrir uma grande distância com poucas passadas. Giovanni, que sabia usar seu tamanho incomum para proteger-se de roubadas de bola inclusive obstruindo-a da visão dos adversários, aproveitava a sensação que causava de "ser sonso" para driblá-los colocando-lhes a bola entre as pernas quando eles esticavam uma delas para tentar tirarem-na dele.
Giovanni consagrou-se nacionalmente a partir de 1995, com um repertório de dribles, passes, chutes e um domínio de bola no peito (popularmente chamado de "matada") que, segundo Rivellino, lembrava Pelé, abrindo bem os braços, que lhe deixavam com 1,90 metros de envergadura. Foi eleito o melhor jogador do Brasileirão daquele ano, em que chegou também à seleção brasileira. Foi apelidado de "Messias", originou uma torcida organizada chamada de "Testemunhas de Giovanni", significando o orgulho de uma torcida que se encontrava ferida há vários anos e que via nele a esperança de dias melhores. Em 2025, júri promovido pela revista Placar apontou Giovanni como o segundo maior meio-campista da história santista, abaixo somente do próprio Pelé. De fato, foi visto por anos como o maior craque que o clube teve desde a Era Pelé. Giovanni também é considerado o jogador mais velho a ter atuado pelo Santos, pela participação, aos 44 anos de idade, em amistoso em 2016.
No ano seguinte ao seu momento de maior brilho no Santos, transferiu-se ao Barcelona, onde também teve destaque, sobretudo em El Clásico com o Real Madrid e em outros dérbis; à altura de 2022, era na principal rivalidade espanhola o atacante brasileiro com maior número de vitórias (cinco), segundo com maior quantidade de gols (também cinco) e segundo melhor aproveitamento (63%). Vice-campeão mundial com o Brasil na Copa do Mundo FIFA de 1998, ele também está entre os jogadores que defenderam os três grandes clubes do seu Estado natal do Pará: Tuna Luso, Remo e Paysandu. Inclusive, embora seja avaliado como destacado somente na Tuna, marcou um dos gols do último clássico Re-Pa realizado na primeira divisão do Brasileirão, em 1993.

## Carreira em clubes

### Início no Pará e Sãocarlense

#### Antes de 1993
Seu início no futebol começou aos 6 anos de idade, no time mirim de futebol de salão do Remo. Embora seja torcedor declarado do rival Paysandu, onde chegou a praticar voleibol, ele ainda teria nova passagem pelo futsal remista, entre os 11 e os 16 anos. Após a transferência de seu pai, servidor do Departamento de Estradas de Rodagem, a Abaetetuba, passou a jogar por pequenos clubes desta cidade, incluindo o Jaderlândia, Tok Disco e Palmeiras; uma vez famoso, chegaria a contribuir com um dos principais times locais, o Vênus.
Chegou às divisões de base da Tuna Luso em 1990, descoberto após jogar contra ela no ano anterior pelo Palmeiras de Abaetetuba. Nos dois anos em que esteve na base tunante, marcou 50 gols, que lhe renderiam um prêmio chuteira de ouro da Federação Paraense de Futebol. Na condição de campeã paraense de futebol de juniores de 1990, o clube participou da Copa São Paulo de Futebol Júnior de 1991. Em 1992, participou do tetracampeonato estadual na categoria sub-23, campanha na qual Giovanni chegou a marcar dois gols em vitória de 5–1 no clássico com o Remo, na decisão do primeiro turno. Na penúltima rodada do segundo turno, houve um clássico com o Paysandu, dérbi em que Giovanni abriu de pênalti o placar e forneceu assistência para o segundo gol do triunfo por 3–1, em data especialmente festiva: além do tetracampeonato sub-23 ficar bastante encaminhado, naquele mesmo dia a equipe adulta da Tuna venceu o campeonato brasileiro da terceira divisão daquele ano.
Giovanni estreou no time profissional em 6 de julho de 1992, já após a campanha cruzmaltina campeã nacional, encerrada no mês anterior. A estreia foi em jogo contra o CSA, no Estádio Evandro Almeida, pela Copa do Brasil de 1992. Giovanni, que não tinha chances com o treinador Nélio Pereira, foi usado como titular pelo novo treinador, Fernando Oliveira, e terminou sendo o melhor em campo: marcou os dois gols da vitória de virada por 2–1. Fernando Oliveira era o mesmo treinador que lhe "descobria" ao enfrentar o Palmeiras em 1989 e, como jogador, havia sido um zagueiro ídolo na própria Tuna. Aquela foi a estreia também do clube na própria história da Copa do Brasil, da qual só participou também em 2003. Apesar do ótimo debute de Giovanni, a equipe terminou eliminada no jogo de volta, em Alagoas, onde foi derrotada por 4–0.
No segundo semestre de 1992, quando foi realizado o campeonato paraense daquele ano, seguiu se destacando: naquela edição, Giovanni marcou 17 gols, em bela dupla com Ageu Sabiá, que fez 18. Giovanni chegou a marcar 5 em um único jogo, em um 8–0 contra o Tiradentes, até recebendo 200 mil cruzeiros de um incontido torcedor tunante. Em um dos clássicos contra o Paysandu, marcou certa vez o gol da vitória em um 1–0 naquele Parazão, conquistado pelo adversário.

#### 1993
Apesar do bom momento individual na Tuna, a recente conquista do clube na terceira divisão de 1992 viera com campanha financeiramente deficitária a ponto de o departamento de futebol tunante ter sua própria extinção cogitada em 1993. Nesse ano, Giovanni manifestou desejo de jogar em outro clube. Inicialmente, o presidente tunante Genésio Mangini conseguiu espaço na equipe portuguesa do Vitória de Guimarães, na pré-temporada dos torneios europeus de 1993-94. Giovanni passou 15 dias em Portugal, mas foi restrito a amistosos, sem emplacar; segundo ele, não firmou-se por ser usado como centroavante pelo treinador, Bernardito Pedroto. Giovanni não seria o tipo de jogador pretendido e um desacordo financeiro também impediu a transferência. Outra razão para ela acabar descartada foi a preferência do Vitória por priorizar a contratação do esloveno Zlatko Zahovič, curiosamente futuro colega de Giovanni no Olympiacos.
Com a recusa do Vitória, Giovanni terminou então emprestado ao Remo, que jogaria no segundo semestre a elite do Brasileirão; esse clube, ainda sem Giovanni, havia acabado de voltar a ser campeão paraense de 1993. O "Leão Azul" havia adquirido por empréstimo diversos outros jogadores da Tuna, a exemplo de Ageu Sabiá. O campeonato brasileiro começou em 4 de setembro e Giovanni inicialmente ausentou-se das primeiras quatro partidas, realizadas na primeira quinzena daquele mês; ele apareceu pela primeira vez na sexta rodada, substituindo o próprio Ageu aos 9 minutos do segundo tempo e abriu, já aos 42, o placar de 2–0 sobre o Ceará, em 26 de setembro, no Baenão. Também marcou nos dois jogos seguintes: também no Baenão, fez o terceiro gol dos 6–0 sobre o Fortaleza, aos 43 minutos, em 29 de setembro; depois, em 6 de outubro, no Mangueirão, abriu o placar de 1–1 no Re-Pa, aos 37 minutos. Por esses jogos, recebeu uma nota 6, uma nota 7,5 e novamente nota 6 na avaliação da revista Placar, com um início considerado interessante pelos três gols em três jogos.
Aquele clássico com o Paysandu segue sendo o último já realizado na primeira divisão do Brasileirão; no lance do seu gol, Giovanni cabeceou quase embaixo da rede uma bola cruzada, segundo o Diário do Pará, por Alex Dias. Depois de outras duas partidas, Giovanni marcou seu quarto gol pelo Remo, em triunfo de 2–0 em 17 de outubro no Baenão sobre o Vitória, futuro vice-campeão daquele Brasileirão. Fez aos 22 minutos do segundo tempo o segundo gol azulino que Dida sofreu na ocasião. Porém, Giovanni gradualmente iniciou uma longa fase de fortes críticas, embora os colegas encaminhassem uma ótima campanha, terminando em oitavo, na melhor performance de um clube da Região Norte do Brasil na elite nacional. Ao longo da má fase individual, Giovanni passou a ser rotineiramente xingado pelos torcedores azulinos de "preguiçoso", "lento", "enganador", "lesma" e afins. Outras críticas apontavam até que parecia a tremer em campo. Cézar Magalhães, jornalista que lhe acompanhava desde 1989, defendeu-o em 1995 afirmando que "no Remo, colocaram o Giovanni como atacante fixo. Um erro. Ele sempre foi armador que vai ao ataque".
O quinto e último gol de Giovanni pelo "Leão Azul" se deu após quase dois meses depois do anterior. Foi em 5 de dezembro, empatando momentaneamente em 1–1 um minuto após o Guarani ter aberto o marcador, em Campinas, pela penúltima rodada do quadrangular-semifinal. Todavia, os paraenses terminaram sofrendo derrota vexaminosa de 8–2. Embora o tempo restaurasse entre os remistas um orgulho pelo oitavo lugar e presença na fase semifinal, tal goleada, naquele momento, manchou fortemente a campanha. Giovanni só jogou mais uma vez como azulino, precisamente na rodada final do quadrangular, no 0–0 com o futuro campeão Palmeiras. A despeito dos cinco gols terem bastado para Giovanni ser o vice-artilheiro do elenco, terminou desaprovado pela torcida do Remo.

#### 1994
O Remo aceitou pagar somente metade do valor entre 150 mil e 200 mil dólares cobrados pela Tuna para a venda definitiva dos jogadores emprestados e os dirigentes tunantes optaram por repassa-los ao Paysandu, no início de 1994. Giovanni também não agradou a torcida do arquirrival, sendo derrotado em dois Re-Pas na pré-temporada de 1994 pelo "Torneio Pará Ceará" (por 1–0 e 4–3), com atuações descritas como ainda abaixo das que costumava exibir pela Tuna. Marcou apenas um gol pelo "Papão", naquele mesmo torneio, em vitória de 2–1 sobre o Fortaleza em 3 de fevereiro. Sua carreira pelos dois principais clubes do seu Estado natal foi definida como "periclitante", chegando a fazer-lhe pensar em largar o futebol e tornar-se técnico em eletrônica; seu contrato com a Tuna vencia naqueles dias e Giovanni inicialmente não chegava a um entendimento com o presidente cruzmaltino sobre alguma chance de renovação.
A renovação terminou acertada com a concordância de Giovanni em ser emprestado ao Sãocarlense, cujo emissário local Mauro Morishita havia avaliado bem o jogador. Por essa equipe do interior interior paulista, Giovanni chamou atenção depois de uma boa exibição contra o Palmeiras, que se interessou por sua contratação. Giovanni realizou testes no clube alviverde, mas sentiu a mudança de clima e contraiu um resfriado. Aborrecido ao ser esquecido pelo clube em um hotel, decidiu voltar a Belém sem autorização do Palmeiras e da Tuna - e, assim, provocou a desistência do time paulistano em contratá-lo.
| “ | Meu contrato com a Tuna tinha terminado. Tive um problema com o presidente (da Tuna) e ele me disse que tinha um clube de São Paulo para eu jogar emprestado, mas que só faria isso se eu renovasse. Topei. Fui para o Sãocarlense e fiquei dois meses lá, mas a campanha não foi muito boa na Série A2. Até que meu último jogo foi transmitido pela TV. Foi quando o presidente do Santos me viu jogando, e essa partida selou a minha contratação. | ” |

Inicialmente regressado à Tuna ao encerrar o vínculo com o Sãocarlense, Giovanni chegou a participar das três rodadas iniciais disputadas pelos cruzmaltinos na segunda divisão brasileira de 1994, todas na primeira quinzena de agosto. Todas foram fora do Pará, sem vitórias e sem gols do meia-atacante: 1–1 contra o América de Natal e derrotas de 2–1 para Central de Caruaru e de 2–0 para o Ceará. Mas o Santos, que também estava abertamente interessado em Giovanni desde aquela partida televisionada do Sãocarlense, manteve a procura e conseguiu seu empréstimo.

#### Rivalidades
Nas rivalidades paraenses, além do seu único gol no clássico Re-Pa, pelo Brasileirão de 1993, Giovanni acumulou dois no Pa-Tu (na vitória de 1–0 pelo campeonato estadual de 1992, em 30 de agosto; e em 1–1 amistoso em 16 de fevereiro de 1993)) e outro no Re-Tu, em 30 de maio de 1993, em triunfo tunante por 1–0 pelo estadual.

### Santos

#### 1994
Contratado sem qualquer alarde pelo Santos no segundo semestre de 1994, Giovanni, um jogador alto e extremamente tímido, chegou em um dos piores momentos da história do time da Vila Belmiro. Afundado em dívidas, com pouco dinheiro para grandes contratações e enfrentando um longo jejum sem títulos, o Santos não teve outra solução na época a não ser apostar em jogadores desconhecidos. Giovanni realizou exames clínicos e trabalhos físicos orientados pelo ex-preparador do Paysandu, Cléber Augusto, ganhando musculatura. Chegou tímido e desconhecido, com uma inibição que lhe fazia até gaguejar em entrevistas, algo que já haviam rendido piadas maldosas no Pará ("o Giovanni é lento porque é gago ou é gago porque é lento?" ).
Sua estreia pelo Santos no Brasileirão aconteceu em 25 de setembro de 1994, curiosamente em Belém, contra o Remo. Entrou no decorrer da vitória de 4–1 dentro do Mangueirão, substituindo Ranielli. O camisa 10 ainda era o veterano "craque" Neto; Giovanni demoraria cerca de um mês para jogar novamente. Foi em 22 de outubro, contra o Botafogo, sob o comando do treinador Serginho Chulapa, após três meses de treino sem maiores chances na equipe principal. Ainda enfrentava desconfiança geral, mas a lesão de alguns titulares lhe permitiu um lugar naquele dia.
| “ | Lembro que vários jogadores se machucaram. Foi quando teve um jogo na Vila contra o Botafogo, e o Guga acho não fazia gol há nove jogos. Eu entrei, dei uma assistência para ele e nós ganhamos esse jogo. Peguei a bola, fui pela direita, driblei e dei o passe para ele. Isso me deu moral com o técnico, e toda a imprensa disse que eu fui o melhor em campo. No outro jogo, também na Vila, fui titular com a camisa 10 | ” |

O primeiro gol como santista veio outros dois jogos depois, em 30 de outubro, no 1–0 sobre o Paraná, na Vila Belmiro. Curiosamente, em outra visita a Belém para jogar pelo novo clube, terminou expulso, contra o Paysandu, justamente na partida seguinte, em 2 de novembro. Mas destacou-se no Brasileirão daquele ano: a Revista Placar o colocou como quarto melhor meio-campista do torneio, nas premiações da Bola de Prata (vencida somente pelos dois primeiros). Satisfeito com o desempenho de Giovanni também em excursão ao México, o Santos o comprou da Tuna Luso por 300 mil reais, metade custeada pelo próprio Pelé, diante da falta de dinheiro no clube e do interesse aberto do rival São Paulo em comprar o passe junto à Tuna.

#### 1995
Apesar daquele destaque reconhecido ainda em 1994 como santista, Giovanni marcara poucos gols pelos alvinegros, faceta que mudou a partir do primeiro semestre de 1995; nele, foram dezoito gols pelo campeonato paulista, incluindo em clássicos contra o Palmeiras e contra o Corinthians (ambos 2–2) e um primeiro hat trick, no 4–1 sobre a Ponte Preta. Também destacou-se por dois gols em 3–1 dentro do Brinco de Ouro sobre o Guarani, em 12 de março, dos quais um, especialmente bonito, "levantou o público" aos 40 minutos do segundo tempo. A estreia pela seleção brasileira deu-se já naquele momento, em 17 de maio de 1995, em vitória por 2–1 sobre Israel. Curiosamente, entrou na partida substituindo Túlio Maravilha. Semanas depois, integrou o Brasil campeão da Copa Umbro.
Àquela altura, chegou a ser sondado pelo Real Madrid; na época, o astro Diego Maradona, de transferência apalavrada com o Santos, antes de optar por regressar ao Boca Juniors, fizera uma viagem a Madrid que veio a ser interpretada pela imprensa com o objetivo de intermediar a transferência do paraense ao clube da capital espanhola. Em agosto de 1995, antes mesmo do Brasileirão que o consagraria, ele já inspirava devoção de alguns jovens santistas da PUC de São Paulo, que inspirados nele e nas Testemunhas de Jeová, criaram a torcida "Testemunhas de Giovanni". "É um carinho que me motiva muito", declarou o jogador. Na época, também era dado como opção para os Jogos Olímpicos de Verão de 1996. Já no campeonato brasileiro, liderou o Santos, enfraquecido nacionalmente havia anos e anos.
O elenco, no início, não empolgava. "Peguei a equipe desmotivada, desacreditada e sem nenhuma vitória na quinta rodada do Brasileiro. Impus treinamentos em dois períodos, o que mexeu com os costumes dos jogadores. As críticas da imprensa eram muito pesadas em cima de mim e dos jogadores. Então foi feito um pacto no ônibus após um empate com o Juventude, em Caxias do Sul: a equipe alcançaria pelo menos as semifinais. Mas as vitórias foram se sucedendo, o elenco ganhou confiança a ponto de realizar uma partida maravilhosa com o Fluminense", declarou o treinador Cabralzinho. O time encontrou boa fase justamente na reta final, conquistando o país, com Giovanni terminando como o vice-artilheiro do torneio, com 17 gols, com atuações que fizeram público e crítica aprová-lo como um dos últimos a honrarem a camisa 10 outrora vestida por Pelé. A mania gerada por Giovanni fez com que muitos torcedores pintassem o cabelo de vermelho como ele, que fez isso após a classificação para as semifinais, o que lhe valeria também uma campanha publicitária para um produto de tintura. Publicado em 2021, o livro de estatísticas santistas Almanaque dos Craques incluiu o cabelo vermelho entre as características icônicas de Giovanni.
O maior momento na campanha ocorreu justamente nas semifinais, contra o Fluminense. No jogo de ida, no Rio de Janeiro, o Tricolor venceu por 4–1, dando a impressão de que já estava praticamente garantido na decisão. O jogo de volta foi tido como um dos maiores jogos do Brasileirão desconsiderando finais e Giovanni foi o grande protagonista. Mesmo desfalcado de Vágner e Jamelli, o Santos foi para cima e aos 25 abriu o placar, com Giovanni convertendo pênalti sofrido por Camanducaia. Cinco minutos depois, Giovanni marcou seu segundo, livrando-se de um zagueiro e, acossado por outro, chutando com o bico do pé para acertar o canto.
O jogo também é lembrado pelo intervalo, em que o treinador Cabralzinho decidiu manter os jogadores em campo em vez de irem aos vestiários a fim de que continuassem a sentir a energia vinda da torcida e passar-lhes as instruções ali mesmo. Com 5 minutos do reinício, Macedo ampliou para 3–0 após passe de Giovanni na área, mas em dois minutos o Fluminense conseguiu um gol que àquela altura voltava a lhe deixar classificado. Aos 17 minutos, Giovanni roubou bola de Alê e criou jogada para gol de Camanducaia e, aos 37, deu um passe de calcanhar  (que usava aproveitando seu corpanzil para cobrir a visão adversária da bola e assim enganar marcadores ) para Marcelo Passos chutar de curva e marcar os 5–1. Na narração da TV bandeirantes, o saudoso locutor Luciano do Valle, assim comentou: "Um lance que lembrou Édson Arantes do Nascimento". Rogerinho, que já havia feit o primeiro gol dos cariocas, diminuiu aos 39, devolvendo para os minutos finais algum drama, encerrado com o Santos comemorando como se já fosse o campeão. A Placar apontou este como o 11º dos 40 jogos mais emocionantes que acompanhou nos 40 anos da revista.
Por aquela atuação, Giovanni recebeu nota 10 em avaliação da Placar, que justamente a partir daquele ano havia estabelecido critérios mais rigorosos para notas altas. Só outros três jogadores receberam a nota máxima desde então: Edmundo pelo Vasco da Gama contra o Flamengo em 1997, ao marcar três gols na semifinal e bater o recorde de gols de Reinaldo em um único Brasileirão; Dida, ao defender pelo Corinthians na semifinal de 1998 dois pênaltis muito bem cobrados por Raí, principal astro do arquirrival São Paulo; e Rogério Ceni em um 2–2 contra o Cruzeiro em 2006, ao defender um pênalti e marcar os dois gols do seu São Paulo, gols que também lhe fizeram ultrapassar José Luis Chilavert como maior goleiro-artilheiro do mundo.
A decisão foi contra o Botafogo, permitindo uma nostalgia direcionada à época de Pelé, Garrincha e outros astros que passaram pelos finalistas. O clube carioca venceu no Rio de Janeiro por 1–0, resultado que se revertido teria dado o título ao Santos pela melhor campanha. Uma arbitragem conturbada de Márcio Rezende de Freitas, que anulou um gol legal de Camanducaia mas validou um gol irregular para cada equipe influiu para que o resultado terminasse em 1–1, que deu o título ao Botafogo. Apesar da decepção, as atuações de Giovanni no torneio renderam-lhe a Bola de Ouro da Placar, de forma incontestável. Foi inclusive maquiado para aparecer todo dourado em reportagem da revista. Mesmo não sendo um atacante nato, ele foi o quarto que mais marcou gols naquele ano no futebol brasileiro, 40, atrás de Túlio, Jardel e Romário, todos atacantes.

#### 1996
No ano de 1996, chegava à marca de cem gols na carreira, em outra partida contra o Botafogo de Ribeirão Preto pelo Paulistão. Terminou artilheiro do certame, com 24 gols. Despertou interesse noticiado do Real Madrid, a ponto de o então treinador madridista Fabio Capello chegar a vir ao Brasil para observar o paraense, além de Valencia, Real Betis, Deportivo La Coruña e Olympique de Marselha, acabou vendido ao Barcelona. Giovanni foi um dos primeiros brasileiros vendidos por uma quantia menos baixa ao futebol europeu, algo comum até então. Foi vendido por 10 milhões de dólares, sendo a quinta contratação mais cara do mundo na época. Com o negócio fechado, foi autorizado a fazer um jogo de despedida pelo Santos, curiosamente contra o próprio Real Madrid, atuando nos primeiros 40 minutos da vitória santista por 2–0.
O montante da venda permitira ao Santos a reestruturar a Vila Belmiro e reconstruir seu limitado time. Mas a perda humana de Giovanni foi por anos difícil de ser reparada. O então presidente santista Samir Abdul-Hak chegou a receber correspondências ameaçando-o de morte pelo negócio. O humorista Bussunda chegou a brincar em 1996 que "depois do vice-campeonato do ano passado, os dirigentes santistas chegaram à conclusão de que não querem mais ver o Peixe nadando, nadando e morrendo na praia. Para resolver essa situação, venderam Giovanni, assim não correm nem o risco de chegar perto da praia...” No Santos, as saudades só passariam a ser amenizadas a partir de 2002, com o surgimento da dupla Diego e Robinho.

#### Rivalidades
Nos clássicos pelo Santos, Giovanni marcou cinco vezes no Corinthians (um em 2–2 e outro em derrota por 4–2 pelo Paulistão de 1995, um em 3–1 amistoso em janeiro de 1996 e dois em 3–2 pelo Paulistão de 1996), além dos dois gols no clássico anulado pelo Brasileirão de 2005; um no Palmeiras, em 2–2 pelo Paulistão de 1995; e quatro no São Paulo (dois em 2–1 em amistoso de julho de 1995 e outros dois em duas derrotas por 2–1 cada pelo Paulistão de 1996).

### Barcelona

#### 1996-97
Em 1996, considerado o mais valorizado jogador em atividade no futebol brasileiro, ganhou fama também na Europa, e foi vendido para o poderoso Barcelona, que pouco depois contrataria outro brasileiro: Ronaldo. Giovanni foi precisamente o primeiro jogador que o clube veio a contratar após a Era Johan Cruijff, encerrada ainda antes do fim da temporada 1995-96 com a saída do treinador neerlandês.
Inicialmente, o negócio dos catalães com Giovanni era visto como uma operação secundária para a eventualidade de não conseguirem contratar Ronaldo, mas os blaugranas puderam efetivar as duas contratações. No caso de Giovanni, após nove horas de reunião, encerradas já na madrugada, acertadando-se 1 bilhão de pesetas em três parcelas anuais e um amistoso com o próprio Santos, partida que tardaria até 1998. Antigo ídolo da equipe espanhola, o brasileiro Evaristo de Macedo recomendara fortemente a compra de Giovanni ao então presidente culé Josep Lluís Núñez, bastante criticado em um primeiro momento pela imprensa local por ter supostamente aprovado o negócio a partir de quatorze fitas VHS com lances do ex-santista; embora o paraense já servisse a seleção brasileira, seguia pouco conhecido entre os espanhóis até mesmo por personalidades do futebol, ainda que a própria imprensa expressasse mudança de opinião assim que assistisse aos vídeos que Núñez possuía.
Giovanni se tornou o segundo jogador da história do Barcelona a receber a camisa 10 na era das numerações fixas, indiferentes à condição de titular ou reserva, sendo antecedido apenas por Ángel Cuéllar. A vinda à Catalunha teve de aguardar o início das disputas do futebol nos Jogos Olímpicos de Verão de 1996, pois o meia estava na lista de espera caso algum dos três veteranos (Aldair, Bebeto e Rivaldo) precisasse ser cortado. Em meio às Olimpíadas de Atlanta é que o novo clube conseguiu contratar Ronaldo também. Giovanni foi um entusiasta aberto dessa contratação, no que foi retribuído pelo atacante, que ainda em Atlanta declarara que: "Giovanni é um craque e facilitará meu jogo e minha adaptação à equipe". Ambos, de estilos opostos fora de campo, viriam a se tornar amigos bastante próximos. Um dos poucos jogos em que Ronaldo não marcou em sua grande temporada no clube, foi, segundo a imprensa espanhola, devido à ausência de Giovanni, responsável pela maioria das boas assistências ao colega.
O estilo do paraense também encantou os espanhóis na temporada de estreia. A torcida do Barcelona nunca tinha um visto um jogador tão alto e tão técnico. Giovanni começara a pré-temporada com desempenhos criticados, em meio a uma sequência de resultados pouco convincentes em amistosos nos Países Baixos, mas teve sua evolução notada na reta final das preparações, já em solo espanhol - quando conseguiu seus primeiros gols, em amistosos contra Real Betis e Real Mallorca. José Mourinho, então assistente técnico de Bobby Robson, o defendia, frisando que o paraense era o único novato no processo de vivenciar uma mudança radical de vida dentre os jogadores do elenco; chegava a ser noticiada uma dificuldade inicial de linguagem, sem que Giovanni compreendesse claramente os diálogos em castelhano ou em catalão e sem fazer-se entender com sua comunicação introvertida e sussurrada. Na ocasião do Troféu Joan Gamper, o meia já recebia bastante elogios, pelo gol na semifinal com o San Lorenzo (na partida de estreia de Ronaldo pelo Barça) e pela assistência na decisão com a Internazionale.
A temporada foi aberta oficialmente com a Supercopa da Espanha, contra o Atlético de Madrid. No primeiro jogo, vencido por 5–2, Giovanni anotou o segundo gol, forneceu uma assistência para o terceiro e marcou também o quinto, após uma sucessão de dribles que encantara o técnico Robson. Ronaldo fizera o primeiro gol e dera a assistência para o quarto, em partida de grande repercussão naquele momento no Brasil, despertando simpatias ao Barcelona entre muitos brasileiros. Os dois não puderam jogar a partida de volta, por compromissos com a seleção brasileira, e sem eles o Atleti estava muito próximo de reverter a desvantagem; os madrilenhos ganharam por 3–1, o que veio a reforçar a importância daquele quinto gol na partida de ida. Foi o primeiro troféu oficial da carreira adulta de Giovanni.
Os mesmos compromissos com a seleção também inviabilizaram que ele jogasse a rodada inaugural de La Liga de 1996-97, estreando então na segunda rodada, já marcada pelo clássico com o Espanyol, a servir também de estreia da dupla brasileira no Camp Nou. A equipe rival vinha de um bom momento na temporada anterior e abriu o marcador já aos 24 minutos do segundo tempo, mas o empate de Giovanni a seis minutos do fim propiciou uma ovacionada vitória de virada por 2–1. Contra a Real Sociedad, foi elogiado um passe de calcanhar logo no primeiro minuto de jogo para que Luís Figo recebesse a bola e pudesse habilitar Ronaldo para abrir vitória complicada de 3–2. Giovanni também se sobressaiu na vitória por 5–3 de um jogo que chegou a estar perdido por 3–1 para o Real Zaragoza, fornecendo a assistência para o quarto gol, na rodada em que isolou pela primeira vez o Barcelona na liderança. Em partida contra o Compostela recordada sobretudo por um dos mais belos gols da carreira de Ronaldo, o outro brasileiro também se destacou, marcando o segundo gol e fornecendo a Figo a assistência do quinto no triunfo de 5–1.
Em paralelo ao bom início no campeonato espanhol, Giovanni também se mostrava importante na Recopa Europeia. No jogo de ida com o Estrela Vermelha, Ronaldo era desfalque e os iugoslavos abriram o placar, revertido para 3–1 a partir de dois gols do paraense, em lances seguidos aos 33 e aos 35 minutos; no jogo da volta, empatou a partida em menos de um minuto depois do Estrela inaugurar o marcador, esfriando o ímpeto adversário em Belgrado. Em meio àqueles jogos internacionais, também marcou duas vezes em 8–0 sobre o Logroñés - desempenho que fizera o rival catalão Espanyol chegar a manifestar interesse na contratação de Túlio Maravilha e a imprensa local coroar Giovanni ora como "o príncipe" no "reinado" de Ronaldo, ora como o próprio "outro rei". Na sequência, mesmo com atuação descrita como abaixo do esperado, foi decisivo ao marcar o último gol para empatar em 3–3 um duro compromisso com o Atlético de Madrid.
A primeira derrota em La Liga, contudo, serviu para tirar o Barcelona da liderança, alcançada pelo rival Real Madrid, ao fim de novembro. Foi contra o Athletic em Bilbao (2–1), rendendo críticas do assistente José Mourinho a uma arbitragem descrita como pouco rigorosa a faltas duras sobre os brasileiros e ao próprio treinador Bobby Robson por substituir o paraense com a partida ainda empatada em 1–1. Giovanni foi o principal destaque do compromisso seguinte, marcando um gol e forçando gol contra em 3–0 sobre o Extremadura, mas na sequência o arquirrival venceu El Clásico no estádio Santiago Bernabéu e ampliou a liderança. Contudo, o que mais polemizou ao fim do ano foi um atraso no regresso dos brasileiros da curta folga natalina, ainda que a responsabilidade fosse da própria companhia aérea. Giovanni também foi atrapalhado por uma lesão inoportuna contraída justamente no primeiro treino após o regresso; uma incrível sequência de novas lesões e declarações polêmicas de Giovanni contra os métodos de Robson começaram então a tirar espaço do paraense entre os titulares.
Sem Giovanni, eleito oficialmente o 16º melhor jogador do mundo pela FIFA em 1996 (um ponto acima de Alessandro Del Piero, Youri Djorkaeff, Karel Poborský e Dejan Savićević), mas suspenso disciplinarmente por Robson, o Barcelona começou a ter derrotas mais frequentes em La Liga, ainda que pudesse quebrar um recorde de gols para uma campanha de primeiro turno no torneio; uma dessas derrotas, vista como ponto de inflexão nas aspirações palpáveis de título espanhol, foi uma derrota de virada por 3–1 no Camp Nou para o modesto Hércules de Alicante. Restou ao Barcelona, inicialmente, se alegrar na Copa del Rey, com Giovanni destacando-se ao marcar o gol da vitória por 3–2 no Camp Nou, o primeiro do paraense em El Clásico. Contudo, o desempenho já se mesclava a atuações irregulares e recriminadas publicamente por Robson em La Liga; o treinador cobrava mais participação defensiva do paraense, que por sua vez não se via apto a mudar muito o estilo cadenciado de jogo.
Inicialmente, a imprensa via severidade excessiva de Robson, mas gradualmente o próprio Giovanni começou a ser alfinetado por desempenhos irregulares - ainda que se reconhecesse como estava prejudicado por falta de sequência, por rotineiramente passar a ter sido escalado fora de sua posição habitual e pelas constantes viagens transatlânticas para defender a seleção. À altura de abril para maio, ele parecia recuperar paulatinamente o lugar, a ponto de voltar a ser convocado à seleção depois de duas ausências seguidas; mas acabou lesionado por Roberto Carlos logo nos minutos iniciais de El Clásico válido pelo segundo turno. Essa lesão veio a inviabilizar a participação de Giovanni na final da Recopa Europeia, troféu mais importante obtido pelo Barça na temporada 1996-97. Mas Ronaldo declarou que "ele merece a taça tanto quanto a gente. Giovanni marcou gols decisivos e deveria estar jogando". Ambos deram a volta olímpica abraçados.
O paraense voltou a sentir a lesão já em um primeiro treino de recuperação e com isso e os compromissos do Brasil, ausentou-se também das rodadas finais de La Liga e da vitoriosa decisão da Copa del Rey (realizada na mesma semana da final da Copa América de 1997). Contudo, julgando-se apto para ter atuado na final da Recopa, voltou a proferir críticas públicas pela imprensa ao técnico Robson, com palavras duras contra ao próprio caráter do treinador. O clube optou por não renovar com Robson mas também em negociar Giovanni em uma troca por Denílson, com São Paulo, negócio abertamente desejado por todos os envolvidos, mas que acabou não concretizado pela desistência do Barcelona diante de o aumento do preço proposto para Denilson. Existiram sondagens também de Palmeiras, Corinthians e Flamengo, por parte de emissários presentes nos bastidores daquela Copa América, sem que as conversações avançassem.
Ao fim de uma temporada inicial de altos e baixos, os bons momentos de Giovanni, mesmo que limitados ao segundo semestre de 1996, fizeram a diretoria optar por negociar concorrentes como o ídolo José Mari Bakero e o renomado croata Robert Prosinečki, que saíram em meio à pausa natalina.

#### 1997-98
Giovanni chegou a usar sua própria situação de reserva na Copa América de 1997 como pretexto para manter queixas públicas quanto ao desafeto treinador Bobby Robson: "Não fui muito bem e creio que todos sabem a razão: comecei bem, mas Robson me apartou, não me deixou estar em algumas partidas e isso me prejudicou; o ritmo de jogo se quebra e isso me complicou muito as coisas, preciso jogar, como qualquer companheiro. (...)  Levava muito tempo sem jogar no Barcelona, enquanto para outros era o contrário. Zagallo optou por outro que tivesse mais ritmo, não podíamos treinar. Eram quase dois meses sem jogar, já que tive também alguma lesão". Novo treinador do Barcelona, o neerlandês Louis van Gaal, chegou a informar Giovanni que não pretendia mantê-lo no clube, aprovando a negociação com o São Paulo, antes da transação por Denilson acabar abortada. Apesar desse desfecho, a permanência do paraense na Catalunha seguiu como indefinida até ele destacar-se positivamente como protagonista na pré-temporada e convencer Van Gaal, sobretudo, pelo papel decisivo na fase preliminar da Liga dos Campeões da UEFA de 1997–98.
O vice-campeão espanhol não possuía ainda vaga automática na fase de grupos e com isso o Barcelona enfrentou a equipe letã do Skonto, que ofereceu dificuldades além do previsto no Camp Nou, estando duas vezes à frente no placar. Dois gols de Giovanni, descritos como "dois gols de ouro", serviram para empatar as duas vezes e então Hristo Stoichkov converteu nos acréscimos do segundo tempo um pênalti para concluir a vitória de virada, fundamental para a própria permanência do recém-chegado Van Gaal, a quem a imprensa via sob sérios apuros em caso de desclassificação precoce para um adversário de porte tão menor - embora o oponente contasse com muitos membros da surpreendente futura classificação da Letônia à Eurocopa 2004. Houve repercussão no Brasil a ponto de o Flamengo novamente sonda-lo usando Sávio como opção de troca e de o paraense, destacado também na conquista do Troféu Joan Gamper (no qual terminou premiado como melhor em campo) sobre a Sampdoria de Jürgen Klinsmann, Juan Sebastián Verón e do técnico César Luis Menotti, ter novas oportunidades exigidas na seleção.
Na sequência, mesmo com a perda da Supercopa da Espanha para o arquirrival Real Madrid, Giovanni destacou-se individualmente com gols nos dois clássicos, e o Barcelona conseguiu vencer também em Riga o Skonto. Naquela pré-temporada, o clube, diante da surpreendente transferência de Ronaldo à Internazionale, reforçou-se com Rivaldo e Sonny Anderson, mas a fase de Giovanni o fazia ser visto como superior a ambos em opinião declarada por Roberto Dinamite. Contudo, o meio-campista lesionou-se seriamente já na rodada inaugural de La Liga, pouco após marcar um dos gols da vitória de 2–0 sobre a Real Sociedad; sofreu uma ruptura parcial no ligamento lateral do tornozelo esquerdo. Só pôde voltar a correr cerca de três semanas depois e precisou de cinco para retomar treinos com os colegas, demora que acabou afastando-lhe da seleção, pois na época Zagallo admitira a ideia de chama-lo para um amistoso contra o País de Gales. A recuperação tardou cerca de três meses. O Barça, sem Giovanni, conseguia liderar o campeonato espanhol, mas falhava clamorosamente na Liga dos Campeões, como em derrota de 3–0 na Ucrânia para o Dynamo Kiev.
A segunda partida de Giovanni após recuperar-se foi El Clásico por La Liga, no Santiago Bernabéu. Poupado no primeiro tempo, o paraense substituiu Stoichkov no segundo e marcou aos 34 minutos o gol da vitória por 3–2, polemizando com a comemoração, com o gesto obsceno de bananas - conhecido na Espanha pela palavra Botifarra, prato da culinária da Catalunha -  à plateia madridista. Considerada um dos momentos mais inesquecíveis da rivalidade, aquela comemoração, com o tempo, se tornaria aquela a principal lembrança deixada por Giovanni nas duas torcidas, a ponto da chamada "Botifarra de Giovanni" batizar até torneio de rua em Barcelona. O jogo seguinte foi a famosa derrota de 4–0 em pleno Camp Nou para o Dynamo, com a noite iluminada de Andriy Shevchenko creditada em partes pela imprensa ao desgaste mental daquele clássico e também a uma série de sete desfalques simultâneos - diferentes lesões afetavam Pep Guardiola, Hristo Stoichkov, Christophe Dugarry, Iván de la Peña, Vítor Baía, Sonny Anderson e Emmanuel Amunike.
Giovanni, por sua vez, estava sem ritmo de jogo e atravessou uma relativa série de jogos com baixas atuações em La Liga, recuperando-se a partir dos dois últimos jogos da fase de grupos da Liga dos Campeões; o Barça já estava eliminado desde aqueles 4–0 para os ucranianos e, jogando sem responsabilidades, fez dois bons jogos contra Newcastle United (1–0) e PSV Eindhoven (2–2), com o paraense marcando em ambos. A liderança no torneio espanhol, que chegara a ser perdida, foi retomada naqueles dias a partir de assistências diretas ou jogadas iniciadas por Giovanni contra Mérida e Real Zaragoza. A liderança se ampliou a partir de novo clássico elogiado, contra um Espanyol forte que vinha em 4º lugar; sobre o desempenho do camisa 10, autor do segundo gol e da assistência para o terceiro no triunfo fora de casa por 3–1, o diário Mundo Deportivo registrou ainda "sete passes em profundidade, quatro chutes a gol, três passes perigosos para gol e três faltas recebidas" no dérbi catalão no estádio de Montjuïc. O jogo seguinte foi outro clássico, contra o Atlético de Madrid, derrotado de virada por 3–1 a partir de jogadas do camisa 10: Giovanni forneceu assistência ao gol do empate, converteu um pênalti para virar o placar e foi ativo também no terceiro gol, vindo de rebote de jogada iniciada por um passe do meio-campista. Essa produção crescente fez o Barcelona rechaçar nova tentativa do Flamengo, que buscava oferecer em troca Júnior Baiano.
A fase boa de Giovanni também vinha rendendo, para a imprensa catalã, em perseguições extracampo; ele chegou a ser suspenso por dois jogos por revidar uma agressão em derrota para o Salamanca em janeiro de 1998, na primeira vez em que imagens de vídeo foram utilizadas na Espanha como provas, pois a situação não constava na súmula da arbitragem - a sensação de conspiração fora reforçada com o fato de três membros do comitê julgador serem ex-sócios do Real Madrid e de não vislumbrar-se isonomia de tratamento com jogadores do arquirrival conhecidos por cometerem infrações semelhantes. A suspensão também valia para a Copa del Rey e a ausência de Giovanni foi vista como um dos fatores para a surpreendente derrota para o Valencia por 4–3, em partida vencida por 3–0 até os vinte minutos finais; apesar do revés, o time conseguiria a classificação na partida da volta. O paraense então iniciou uma série irregular entre boas partidas e atuações apagadas, até novamente brilhar em El Clásico, pelo segundo turno, marcando o segundo gol da vitória por 3–0. Em seguida, foi decisivo também na tardia definição da Supercopa da UEFA, abrindo o placar sobre o Borussia Dortmund aos seis minutos de jogo no Westfalenstadion e oferecendo ainda três bons passes não aproveitados pelos colegas; e no 4–0 sobre o Athletic Bilbao, também abrindo o placar.
Ao fim, Giovanni marcou também, sobre o Real Zaragoza, o gol que garantiu a reconquista do campeonato espanhol, após quatro anos - em partida realizada precisamente um dia depois da Zagallo não inclui-lo na convocação da seleção brasileira para clássico com a arquirrival Argentina. Dias depois, o Barça também venceu a Copa del Rey, conseguindo pela primeira vez desde 1959 ganhar na mesma temporada os dois principais troféus do futebol espanhol. Na melhor fase de sua história, o Real Mallorca abriu o marcador, mas o paraense forneceu a assistência para o empate e, já no penúltimo minuto da prorrogação, chegou a acertar a trave. O título veio em decisão por pênaltis, onde converteu sua cobrança. Horas depois daquele mesmo dia, o Brasil, após 41 anos, perdeu no Maracanã para os argentinos, outro fator a pressionar Zagallo para reconsiderar a contínua ausência de Giovanni. O paraense acabou conseguindo voltar à seleção a tempo da convocação final à Copa do Mundo FIFA de 1998, e chegou a ser sondado pelo Milan, a oferecer em troca o neerlandês Patrick Kluivert. O Vasco da Gama, nas fases finais da vitoriosa Taça Libertadores da América de 1998, também tentou uma contratação.
A boa temporada de Giovanni fez o Barcelona, novamente, negociar alguns concorrentes do paraense, mesmo que alguns fossem ídolos históricos: Christophe Dugarry e Hristo Stoichkov deixaram o clube ainda nos primeiros meses de 1998 e Iván de la Peña saiu ao fim da temporada.

#### 1998-99

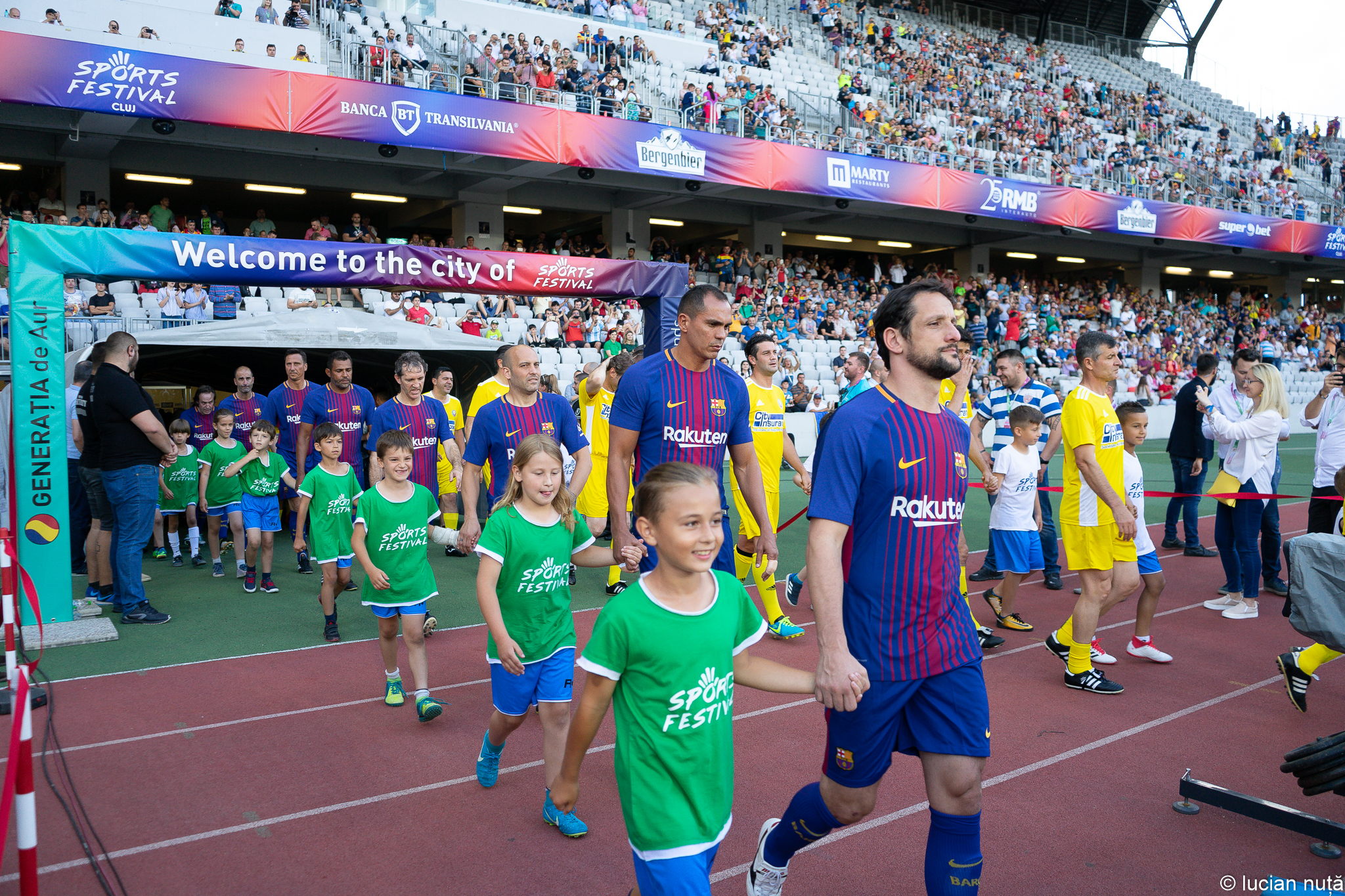
Em 2018, ao centro da foto (atrás de Belletti), antes de amistoso do Barça Legends, a equipe oficial de veteranos do Barcelona.

Após ter uma decepcionante Copa do Mundo, ele começou a perder espaço também no Barcelona. Foi a temporada em que Van Gaal veio a colocar oito conterrâneos no elenco (entre os quais os astros Patrick Kluivert e Phillip Cocu, que tiveram bom desempenho no Mundial naquele ano, bem como os gêmeos Frank e Ronald de Boer, adquiridos já na pausa natalina), ao mesmo tempo em que fazia testes táticos nos quais reposicionava jogadores em locais diversos pelo campo. Giovanni pôde desenvolver boa relação pessoal com a maioria dos jogadores neerlandeses, mas, afetado também por pequenas lesões, não conseguiu fazer bons jogos na pré-temporada - inclusive no título Troféu Joan Gamper com o Santos, em dias também marcados pela perda da Supercopa da Espanha para o Real Mallorca.
Van Gaal inicialmente mostrou-se compreensivo publicamente, defendendo Giovanni de críticas para atribui-las a Zagallo, culpando o treinador brasileiro pela falta de ritmo de jogo do paraense. Giovanni ainda conseguiu marcar, de pênalti, no 3–3 com o Manchester United em Old Trafford pela Liga dos Campeões da UEFA de 1998–99; fornecer assistência para o empate em 2–2 com em novo El Clásico com o Real Madrid, no início de La Liga; e, de pênalti, marcar no fim o gol da vitória no dérbi catalão com o Espanyol, fora de casa, além de ter um gol mal anulado em derrota para o Bayern Munique, na qual pôde atrair um pênalti e convertê-lo. Mas mesmo nessas partidas sua atuação geral, na posição de volante, era vista como apática; aquele 3–3 contra o Manchester United inclusive representou a estreia de Xavi, ainda com 18 anos de idade, em um jogo de Liga dos Campeões da UEFA. Ele substituiu precisamente Giovanni, no minuto 67, tendo como segunda partida na competição um 2-0 sobre o Brøndby na qual entrou no decorrer do jogo para novamente substituir o brasileiro. Xavi logo mostrou-se um especialista real para a posição de volante, assumindo a posição a ponto de vir a ser o segundo futebolista com mais partidas pelo clube.
Giovanni chegou a dar entrada no pedido pela dupla cidadania para não ser mais considerado jogador estrangeiro, mas gradualmente começou a ser reserva, até por vezes não ser relacionado nem mesmo para ficar no banco, muito embora diversos outros colegas de reconhecida qualidade também tivessem queda de rendimento inicial ao ser realocados por Van Gaal em outras posições; a imprensa chegou a registrar confissões de Rivaldo (como ponta ao invés de atacante centralizado) Luis Enrique (meia pelos lados ao invés de centralizado) e do próprio neerlandês Michael Reiziger (zagueiro central ao invés de lateral-direito) estranhando-se com os improvisos a quem vinham sido submetidos. No caso de Giovanni, uma inoportuna lesão no metatarso em novembro também o atrapalhou.

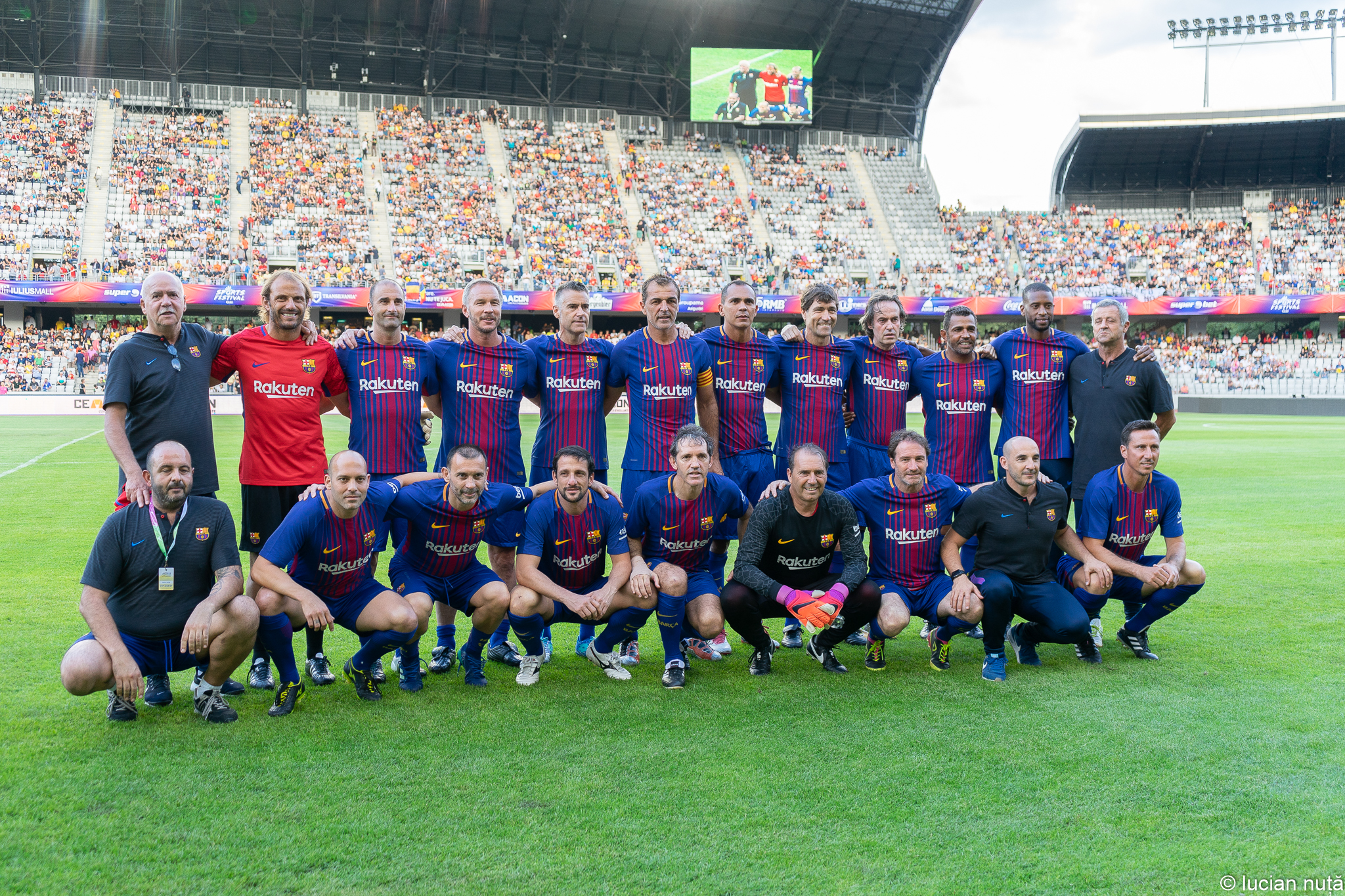
Outro registro do jogo de 2018 do Barça Legends. Giovanni é o homem em pé atrás do goleiro.

O Barcelona, novamente eliminado na fase de grupos da Liga dos Campeões, demorou a apresentar resultados também no próprio campeonato espanhol. A torcida chegou a clamar pela saída do treinador, ao mesmo tempo em que a imprensa via Giovanni como vítima das ideias de Van Gaal, mesmo quando apontava desempenhos ruins do paraense. Porém, o clube recusou novas ofertas que chegavam ao camisa 10, como em outra tentativa de troca sugerida pelo São Paulo, àquela altura por Serginho. Paulatinamente, o time de Van Gaal conseguiu iniciar uma sequência de vitórias, a partir do início do segundo turno. Mesmo assim, Rivaldo (a ser eleito o melhor jogador do mundo pela FIFA naquele ano de 1999), demonstrou apoio ao paraense, cuja camisa o pernambucano exibiu por baixo da própria após marcar um gol  no dérbi do returno com o Espanyol. Van Gaal vinha se abstendo de escalar até mesmo para o banco de reservas o camisa 10, também como retaliação a queixas públicas que este começava a proferir. Ao fim, o treinador, favorecendo a ascensão do jovem Xavi (um volante de origem) como opção ao paraense, silenciou seus críticos ao encaminhar novo título espanhol seguido, na temporada em que o Barça celebrou seu centenário.
No segundo turno, ele chegara a anunciar publicamente aceitar ser escalado fora da posição habitual, para que pudesse voltar a jogar, mas Van Gaal manteve-o afastado enquanto o título espanhol não fosse conquistado. Giovanni, embora parecesse já não querer lutar para mudar sua situação no Barcelona, inicialmente disse que preferia seguir na reserva a deixar o clube. Curiosamente, o paraense, assim como Rivaldo, enfrentou o Barcelona no jogo comemorativo dos cem anos do time, que enfrentou a seleção brasileira pela ocasião. Foi ovacionado pelas arquibancadas do Camp Nou, mas seguiu sem espaço no decorrer do segundo turno. Apenas com a confirmação da saída de Giovanni é que Van Gaal, já com a conquista espanhola assegurada, voltou a utiliza-lo - na penúltima rodada, a última em que o Barcelona atuaria em casa, para que o desafeto se despedisse da torcida; atuou na meia hora final com o Real Betis.
Ao todo, foram 41 gols pelo Barça. Em 2004, ele, criticando Van Gaal, ainda lamentava por como se deu a saída: "tive problema só no último ano, quando ele trouxe os jogadores dele. Até então, me tratava como filho. Depois fez jogo para eu ficar com raiva, brigar e mudar de time. Me pôs de volante. Disse que me queria lá porque eu tocava bem a bola. Não precisava nem marcar. Só que no primeiro tempo já me tirava. Aí que falei pra ele não me colocar mais. Se vai te pôr numa posição que não é a sua, o técnico tem que assumir a culpa". Em outra ocasião, reforçou essas críticas: dei o título ao Barcelona com duas rodadas de antecedência quando fiz um gol de cabeça contra o Zaragoza, mas nada disso ele levava em consideração. Até que fui na imprensa, falei besteira, e foi mais um motivo para ele não gostar de mim e me deixar sair do time em definitivo".
Após parar de jogar oficialmente, Giovanni tornou a reforçar continuamente o Barcelona em amistosos de veteranos do clube, pela equipe Barça Legends.

#### Rivalidades

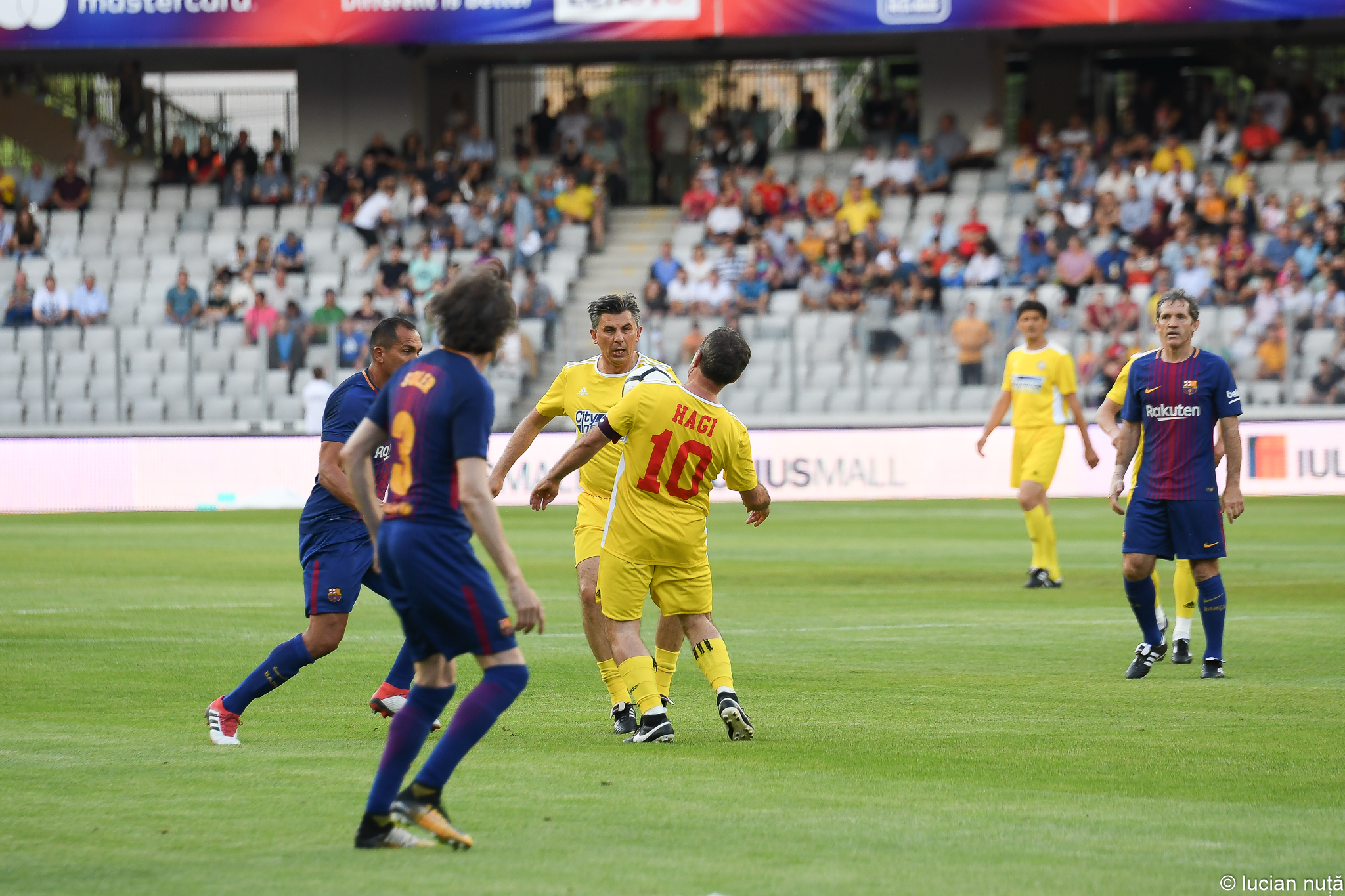
Registro do Barça Legends contra veteranos da seleção romena: Giovanni, parcialmente coberto na imagem, é o jogador mais à esquerda na disputa contra Gheorghe Hagi (de costas).

Giovanni notabilizou-se no Barcelona especialmente nos clássicos. Finalizados os amistosos de pré-temporada, marcou na Supercopa da Espanha de 1996 seus dois primeiros gols em competições oficiais pelo Barça, em um 5–2 no Atlético de Madrid, partida em que também registrou duas assistências. Em sua estreia no campeonato espanhol, em um dérbi catalão contra o Espanyol pela segunda rodada de La Liga de 1996-97, marcou um dos gols na vitória por 2–1. Fez também contra o Real Madrid em vitória por 3–2 pela Copa do Rei que, seguida por empate em 1–1, eliminaria o arquirrival na campanha que resultaria em título dos blaugranas.
Em sua segunda temporada, que lhe garantiria na Copa do Mundo FIFA de 1998, marcou nos dois jogos contra o Real Madrid pela Supercopa da Espanha (vitória por 2–1 e derrota por 4–1) e também em cada Clásico com o Real também no campeonato espanhol (vitórias por 3–2 e 3–0). Também por La Liga, fez um gol cada em uma vitória por 3–1 sobre o Atlético; no 4–0 no clássico Athletic x Barcelona, quando abriu o placar; e em vitória sobre o Espanyol (3–1), jogo em que também forneceu uma assistência diante de um elenco especialmente qualificado do rival municipal, 4º colocado naquele campeonato.
Na terceira e última temporada, marcada pelo desentendimento com o treinador Louis van Gaal, foi utilizado em apenas três clássicos, todos ainda pelo primeiro turno de La Liga de 1998-99, registrando um gol e uma assistência; atuou contra Real, Atlético e Espanyol. A assistência veio em El Clásico, servindo para o gol do empate em 2–2 ao fim da partida dentro do estádio Santiago Bernabéu, mas diante do Atleti ele não saiu-se bem, derrotado por 1–0. O gol veio no dérbi catalão, em vitória por 2–1 fora de casa.
No retrospecto geral da rivalidade entre Barcelona e Real Madrid, os quatro duelos seguidos com gols de Giovanni ainda eram à altura de 2021 a terceira melhor estatística nesse aspecto, abaixo apenas de cinco clássicos consecutivos de Iván Zamorano e de seis de Cristiano Ronaldo; também era a melhor dentre os jogadores do Barcelona, igualado a Ronaldinho Gaúcho.
Em 2022, Giovanni seguia sendo o terceiro atacante brasileiro com mais participações em El Clásico, com nove - cinco vitórias, dois empates e duas derrotas; situava-se abaixo apenas dos doze jogos de Rivaldo e dos dez cada de Ronaldo e Evaristo de Macedo, mas possuía aproveitamento superior aos dos três: 63%, contra, respectivamente, 53% (cinco vitórias, quatro empates e três derrotas), 50% (quatro vitórias, três empates, três derrotas) e 33% (três vitórias, um empate e seis derrotas). Apenas Neymar conseguira aproveitamento superior, com 71% em oito clássicos (quatro vitórias, um empate e três derrotas), e somente Robinho fora derrotado menos vezes: uma, mas com aproveitamento de 61% em seis duelos, e nenhum gol.
Também à altura de 2022, Giovanni ainda era o segundo na artilharia entre os brasileiros no Clásico, com cinco gols, igualado a Rivaldo  e Ronaldinho Gaúcho; estava abaixo apenas dos seis de Ronaldo e Evaristo, seguindo à frente dos três gols cada de Neymar e de Romário (que, por sua vez, teve 47% de aproveitamento em cinco clássicos, com duas vitórias, um empate e duas derrotas). Em janeiro de 2024, foi superado por Vinícius Júnior, que também chegou ao sexto gol no duelo.
Ele segue sendo lembrado sobretudo pelo famoso gesto de bananas oferecido em 1997 ao comemorar um dos seus gols diante do arquirrival: por conta dessa celebração, foi em 2018 criticado por torcedores do Real Madrid como "um dos culés mais odiados pelo madridismo", ao passo que os 25 anos da comemoração, em 2022, receberam matéria de recordação no jornal catalão Mundo Deportivo. Um ano depois, o mesmo jornal classificou aquele momento como um dos "cinco mais tensos da história" de El Clásico.

### Olympiacos
Ao longo do primeiro semestre de 1999, sem espaço com Louis van Gaal no Barcelona, Giovanni recebeu sondagens do Vasco da Gama (em alternativa vascaína à recontratação de Edmundo para a reta final da Taça Rio do estadual de 1999, embora os cruzmaltinos posteriormente tenham mantido tentativas pelo paraense mesmo após assegurarem o negócio com o atacante), Santos, São Paulo, Corinthians, Grêmio, Deportivo La Coruña, Stuttgart, Galatasaray, Benfica, Porto, Ajax e Celta de Vigo. Inicialmente, desejoso em permanecer na Espanha, parecia encaminhado ao Celta de Vigo, então apelidado de Eurocelta por viver um grande momento histórico; a venda à equipe galega chegou a ser precocemente anunciada nos jornais.
Contudo, o destino do paraense acabou por ser o Olympiacos, uma surpresa que renderia inclusive vaias a Giovanni meses depois pela torcida do Celta, quando Giovanni jogou precisamente em Vigo aquela que acabaria sendo sua partida final pela seleção brasileira. Para Giovanni, a oferta grega, ao fim de oito horas de negociações à distância - pois se encontrava em Fernando de Noronha -, prevaleceu por diversos fatores não-econômicos; houve cláusula na qual os gregos facilitariam um regresso à Espanha ao fim de duas temporadas, prevendo-se direito de preferência ao Barcelona. Em 2014, revelou que decidiu aceitar a oferta também por acreditar que recebeu sinais divinos neste sentido.
| “ | Estava em período de férias no Brasil e como evangélico pedi orientação: 'Deus, me mostre um sinal'. Pedi porque eu não queria ir para a Grécia, de jeito nenhum. Eu liguei e perguntei para o meu então procurador, José Roberto Martins, quais os clubes que tinham. Ele me informou que o Celta de Vigo, o Sporting, o Benfica e o Olympiacos estavam interessados. Orei antes de dormir, como de costume. No dia seguinte, lembro que estava em Fernando de Noronha com minha esposa e fui fazer um passeio de barco. Lá, durante o passeio, encontrei um rapaz que nunca tinha visto na vida. Ele me disse o seguinte: 'Giovanni, você gosta de praia? Então, sugiro que você vá conhecer as Ilhas Gregas'. Achei estranho, mas deixei passar. Ainda naquela semana, fui para a Bahia e outro rapaz me disse a mesma coisa, do nada. Depois disso, eu acabei abrindo a negociação e propus um contrato para receber o dobro do que ganhava no Barcelona. Eles aceitaram e eu ainda ganhei mais uns dias de férias. Me apresentei em junho de 1999. Foram seis anos de felicidade não apenas no futebol, mas também na vida. Quando fui para lá, eu fui o pioneiro e, por isso, temia. Estava enganado. Era tratado como um rei. | ” |

No Olympiacos, passou a atuar como atacante. Fez sucesso instantâneo a ponto de inicialmente conseguir uma convocação final à seleção brasileira, diante da repercussão de dois gols dele em empate em 3–3 em Atenas] com os velhos rivais do Real Madrid na fase de grupos da Liga dos Campeões da UEFA de 1999–00 - em duelo que marcou também a estreia de Iker Casillas na competição. Na revanche, o paraense estava suspenso por cartões amarelos, mas frequentou as arquibancadas do estádio Santiago Bernabéu. E a aura de carrasco contínuo dos madrilenhos rendeu não apenas no reconhecimento do técnico adversário John Toshack ("estou encantado que Giovanni não jogue"), mas também em recepção hostil, havendo necessidade de escolta policial. Alguns torcedores madridistas retribuíram-lhe o os gestos de banana de 1997 após a vitória espanhola por 3–0 sobre os gregos. Semanas depois sofreu uma séria lesão pela liga grega, e sua própria permanência na Grécia terminou por afasta-lo da seleção.
"Sabia que saía do Barcelona para um time que ninguém conhece, que não é vitrine. Por outro lado, é a vida financeira, é o futuro. No dia que terminar minha carreira, ninguém vai querer saber onde joguei. Tenho que ver o futuro da minha família. Mesmo no Barcelona, talvez não fosse convocado", declarou a respeito em 2004. Se mostrava adaptado já na temporada de estreia, em que foi campeão, ainda que sofresse, em dezembro de 2000, uma ruptura nos ligamentos do joelho que lhe deixou afastado por cinco meses. "O Van Gaal pensa que é o dono do mundo. Quando eu estava lá (no Barcelona), os jogadores já não gostavam dele e o ambiente não era bom. Desse jeito, você não chega a lugar nenhum. No Olympiacos, eu recuperei o respeito que não tinha mais no Barcelona", comentou em 2000.
Embora tenha declarado ter perdido o tempo de bola e a habilidade para cruzar dentro da grande área, demonstrou como nunca antes grande capacidade de marcar gols e um vasto repertório de dribles. Foram 68 tentos em seis temporadas do Campeonato Grego, do qual foi pentacampeão e artilheiro na temporada 2003-04, com 21 gols. Pouco após essa temporada, em entrevista à Placar, relatou que:
| “ | Aqui, jogando bem ou mal, vou jogar. Na Espanha ou na Itália, se você é estrangeiro, vai ficar dois jogos sem jogar. A não ser que arrebente. Aqui, tenho regalias, minha vida é perfeita, o técnico gosta de mim, não tenho que mostrar mais nada. Por que sair de um time onde estou bem, adaptado? Por que (ser chamado de) mercenário? Qualquer jogador, se um clube te dá 10 e outro te dá 100, escolhe o 100. Isso não é ser mercenário. Agora, se aqui ganho 10 e ali vão me pagar 11, fico aqui. | ” |

Naquele ano de 2004 ele influenciou o amigo Rivaldo a também rumar ao Olympiacos: "Eu liguei para o Rivaldo e disse para ele ir para a Grécia. Que depois do treino a gente ia para a praia jogar futevôlei e que lá era o paraíso. Pedi aos diretores que levassem ele e ele acabou ficando quatro anos no clube. Dei esse ‘empurrão'". Anos mais tarde, Giovanni "retribuiria" o "empurrão", aceitando ir ao Mogi Mirim por conta da amizade com Rivaldo. Giovanni é o terceiro jogador estrangeiro com mais partidas por um clube grego. Na Grécia, é até hoje lembrado como um dos maiores ídolos da torcida do Olympiacos, a ponto de precisar apaziguar a revolta dos torcedores com sua saída, justificando-a por razões pessoais ante ameaças de incêndio ao estádio do próprio clube feitas por exaltados.
Nas principais rivalidades do Olympiacos, Giovanni fez sete gols no clássico com o AEK Atenas: em vitória por 2–0 no campeonato grego de 1999-2000, em 4–1 pelo campeonato de 2000-01 e dois gols em 6–2 pela Copa da Grécia nessa mesma temporada e outros dois gols na temporada 2001-02, um no triunfo de 3–2 pelo campeonato e outro em derrota de 2–1 pela copa; quatro gols no duelo com o PAOK: em vitória de 4–1 pelo campeonato de 1999-2000, em 3–2 pelo de 2001-02, em 4–3 pelo de 2002-03 e em 5–1 pelo de 2004-05; e três gols no dérbi dos eternos inimiogs, sobre o Panathinaikos - em 4–1 pela Copa da Grécia de 2000-01, em 3–0 pelo campeonatode 2002-03 e em derrota de 3–1 pelo campeonato de 2003-04. Marcou ainda quatro gols no dérbi de Pireu, contra o Ethinkos: em 5–0 pelo campeonato de 1999-2000, em 6–0 pelo de 2000-01, em 4–2 pelo de 2001-02 e em 6–0 naquele mesmo campeonato.
Anos mais tarde, ao voltar a residir em Belém, Giovanni e família viriam a dar o nome de Acrópole ao colégio que abriram e organizam.

### Retorno ao Santos
Quando deixou a Vila Belmiro, em 1996, Giovanni havia prometido voltar para encerrar sua carreira no Santos. A promessa foi cumprida quase 10 anos depois, e em maio de 2005 o clube acertou a volta do ídolo. Foi apresentado num evento realizado no dia 2 de junho, na Vila Belmiro. No Santos, Giovanni reencontrou Alexandre Gallo, seu companheiro de equipe na histórica campanha de 1995 e que agora trabalhava como treinador da equipe.
Reestreou em 12 de junho de 2005, no empate em 1–1 contra o Fluminense na Vila Belmiro. Mostrou a boa e velha técnica e foi um dos destaques da equipe, com destaque para uma atuação descrita como "de gala" e "espetacular" contra o Corinthians em vitória por 4–2. Era o jogo que marcava a volta de Robinho, principal estrela santista da época e que, descontente com a recusa da diretoria em vendê-lo ao Real Madrid, não vinha sequer treinando com o Santos, chegando a ausentar-se por onze rodadas, nas quais o clube soube jogar razoavelmente. Mas quem brilhou foi o veterano ídolo da década de 1990, que marcou duas vezes  e deu o passe para os outros dois. Recebeu uma nota 9 da Placar. Outro gol veio em um retorno a Belém: o Paysandu vencia por 2–0 e Giovanni, no fim do primeiro tempo, fez o primeiro de uma vitória santista de virada por 3–2.
Giovanni jogou seis vezes ao lado de Robinho na época, e eles juntos não perderam, com três vitórias e três empates. Mesmo após a conturbada saída de Robinho ao Real Madrid, o Santos chegou a liderar o Brasileirão. O rendimento caiu por uma sucessão de fatores. Houve a demissão de Alexandre Gallo em virtude da desclassificação na Copa Sul-Americana de 2005 e derrotas para Atlético Mineiro (3–0) e Fluminense (4–3): mesmo com o time ainda na briga pelo título, a somente 4 pontos do líder Corinthians, Gallo deu lugar a Nelsinho Baptista, cujo rendimento foi de cerca de 31% dos pontos (Gallo obtivera 55%). "O time estava perdido, com muitos jogadores saindo. Estávamos bem com o Gallo. Derrubaram ele e veio outro técnico, aí desandou. (Os 7–1 para o Corinthians, no returno) foi a gota d'água. O Nelsinho não era ruim, mas afastou jogadores assim que assumiu e colocou a culpa neles. Isso racha o grupo", explicou o veterano. Giovanni, convertido na principal esperança santista após a saída de Robinho, foi decaindo junto com o restante do elenco.
Além disso, aquela vitória contra o Corinthians terminou anulada por ter sido apitada por Edílson Pereira de Carvalho, envolvido na Máfia do Apito, embora o próprio STJD não tenha chegado a nenhuma conclusão após ver o vídeo da partida. A repetição do jogo, dois meses e 13 dias depois do original e com o Santos já fora da disputa do título, teve arbitragem polêmica de Cléber Wellington Abade, que expulsou Luizão e assinalou pênalti de Zé Elias no fim. O Corinthians venceu por 3–2 e um desgostoso Giovanni chutou a bola às arquibancadas, originando uma invasão generalizada dos revoltados torcedores santistas ao gramado da Vila Belmiro. Cléber Abade, então, esperou que a Polícia Militar tentasse controlar a situação, mas decidiu encerrar a partida. Giovanni foi incluído em dois artigos do Código Brasileiro de Justiça Desportiva, e recebeu uma suspensão de cinco jogos pelo STJD, que alegou que o jogador estaria tentando incentivar a invasão de campo.
No campeonato, chegou a liderar em setembro a corrida pela Bola de Ouro da Revista Placar, que já havia conquistado em 1995. Mas não terminou entre os dez primeiros nem entre os melhores meias, onde ficou em 12º. O ex-líder Santos terminaria em décimo. Foi naquele ano também que ele trouxe o também paraense Paulo Henrique Ganso às divisões de base do Santos, após indicação do professor de educação física do adolescente, Márcio Guedes. No dia 16 de janeiro de 2006, após a chegada do treinador Vanderlei Luxemburgo, foi dispensado do clube, sendo assim encerrado o segundo ciclo de Giovanni com a camisa alvinegra. Luxemburgo pretendia reduzir a folha salarial e montar um time mais veloz e jovem, e Giovanni foi um dos veteranos astros dispensados, como Luizão. Declarou que entendia a situação, que a diretoria não tinha culpa se o novo treinador não o queria mais e abriu mão da multa a que teria direito e do salário do mês de janeiro de 2006, o último que trabalhara, comportamentos atípicos no futebol.

### Al-Hilal, Ethnikos, Sport e Mogi Mirim
Em seguida, partiu para sua passagem pelo futebol do exterior, mas não teve o mesmo sucesso. Assinou com o time árabe do Al Hilal um contrato de curto prazo, com duração de apenas três meses, e retornou ao futebol grego no Ethnikos. No Ethnikos, rival local do Olympiacos em Pireu também não emplacou, e saiu antes mesmo do término do contrato, até o fim da temporada 2006–07 do Campeonato Grego.
Voltou ao Brasil no início de 2007 por indicação do treinador Alexandre Gallo, e foi a grande contratação do Sport para a disputa do Campeonato Brasileiro daquele ano. A grande contratação acabou tornando-se frustração. Apenas 12 dias após ser contratado, Giovanni rescindiu o contrato em razão da saída de Gallo, que havia ido para o Internacional, e pagou do próprio bolso a sua multa rescisória. Ele sequer estreou pelo Sport.
Após um ano e meio sem clube, foi contratado pelo Mogi Mirim em 15 de novembro de 2008 para a disputa do Campeonato Paulista de 2009. Giovanni foi a primeira contratação da gestão de Rivaldo, que assumira a presidência do clube na época e foi seu companheiro de equipe na Copa do Mundo FIFA de 1998. "[O que me motivou a ir ao Mogi Mirim] foi principalmente minha amizade com o Rivaldo. Ele precisava de um jogador experiente para comandar os mais jovens e me chamou. Depois do torneio, acho que será minha despedida", explicou. No Paulistão, Giovanni enfrentou pela primeira vez a equipe que o consagrou, o Santos, e reencontrou seu conterrâneo Paulo Henrique Ganso, levado por ele para a categoria de base santista três anos antes. Acabou importante na luta do Mogi contra o rebaixamento para a Série A-2 paulista; seu único gol deu-se justamente na última rodada do estadual, contra o Noroeste.

### Terceira passagem pelo Santos
Sem jogar uma partida há mais de nove meses, já que o Mogi Mirim não disputou nenhum torneio neste período, Giovanni acertou seu segundo retorno ao Santos em dezembro de 2009 com muita desconfiança por parte de alguns jornalistas esportivos. Foi apresentado no dia 13 de janeiro de 2010 num grande evento realizado na Vila Belmiro.
Ele, que não atuava desde o último Campeonato Paulista, manteve a forma com trabalhos diários na academia durante este período, e reestreou pelo Santos em 17 de janeiro de 2010, reestreou em partida que o Santos goleou o Rio Branco por 4–0 pelo Paulistão daquele ano. Os torcedores santistas ovacionaram o camisa 10 durante o aquecimento e sua entrada em campo, que acabou dando assistência para o gol do meia Paulo Henrique Ganso, que havia sido trazido pelo próprio Giovanni para as categorias de base do time santista em 2005. No dia 14 de fevereiro, marcou seu primeiro gol após o retorno ao Santos, na vitória por 2–1 sobre o Rio Claro. Tanto a reestreia como o gol inclusive repercutiram na imprensa de Barcelona.
Na campanha do título da Copa do Brasil de 2010, acabou perdendo espaço para a safra de jovens jogadores que compunham a equipe titular, como o próprio Ganso. Posteriormente, no Campeonato Brasileiro, atuou em apenas uma única partida, e ainda assim como substituto, nos minutos finais da vitória por 2–1 sobre o Atlético Goianiense no dia 22 de maio. Mesmo sem ter atuado com a frequência que desejava, teve valorizado o seu papel como um mentor dos jovens protagonistas do elenco, notadamente Neymar e o conterrâneo Paulo Henrique Ganso.

### Aposentadoria
Insatisfeito com a reserva, anunciou que não jogaria mais pelo Santos. A intenção da diretoria do clube era preparar uma partida de despedida, prontamente recusada pelo jogador, que se mostrou decepcionado por pouco atuar em sua terceira passagem pelo clube.
| “ | Dificilmente vou querer uma partida de despedida. Esperava que isso acontecesse no Brasileiro. Fui assinar a rescisão, mas o presidente disse que não queria ter esse prazer de rescindir meu contrato. Ele vai deixar rolar até o dia 4 de agosto, quando vence o contrato. Eu vou embora agora em junho, e não vou voltar. | ” |

Após uma polêmica que envolveu até o treinador Dorival Júnior, com quem Giovanni teve uma relação conturbada devido as poucas oportunidades de jogar, seu contrato então foi encerrado e a partida de despedida jamais ocorreu. Por conta do sucesso da indicação de Ganso em 2005, chegou a cogitar trabalhar como um olheiro do Santos no estado do Pará, mas o antigo desejo não se concretizou após divergências com o presidente do clube, Luis Álvaro de Oliveira Ribeiro. Em 2011, quase um ano após aposentar-se, o jogador disse ter se sentido "usado" por Luís Álvaro, a quem deu apoio nas eleições presidenciais do Santos, em 2009.
Uma reconciliação foi vista em 2016, quando Giovanni voltou a jogar pontualmente pelo Santos, no jogo festivo de despedida do lateral Leo, um amistoso com o Benfica. Ali, aos 44 anos de idade, Giovanni também tornou-se o mais velho a participar de uma partida pelo clube. Em 2025, em júri reunido pela revista Placar para escolher o "time dos sonhos" da história santista, o paraense recebeu sete votos dos 22 possíveis, ficando abaixo somente dos 21 destinados a Pelé nas posições de meio-campo. Único a não votar em Pelé, por considera-lo hors concours, Pita foi precisamente um dos eleitores de Giovanni - escalado também pelo conterrâneo Manoel Maria, outro paraense que o clube adquiriu diretamente da Tuna Luso. O critério de escalação adotado pela revista levou em consideração o número absoluto de votos, sem fraciona-los por posições, o que acabou impedindo Giovanni de figurar na onzena: Pelé foi o único meio-campista ofensivo, guarnecido por Zito (quinze votos) e Clodoaldo (doze) como dupla de volantes e acompanhando no ataque o trio Pepe (dezessete), Neymar (dezesseis) e Coutinho (quinze).

## Seleção Brasileira

### 1995-1997
Pela Seleção Brasileira, Giovanni recebeu sua primeira convocação em 1995, quando vivia a melhor fase de sua carreira no Santos. Foi inicialmente convocado para amistoso não-oficial contra o clube espanhol Valencia, em partida em 27 de abril para homenagem ao goleiro Andoni Zubizarreta, embora não chegasse a ser utilizado na ocasião. Fora chamado em função do desfalque de Amoroso, opção original do treinador Zagallo e que se lesionara seriamente pouco antes. A estreia veio a se dar em 17 de maio, substituindo Túlio Maravilha no decorrer de vitória por 2–1 sobre Israel. Posteriormente, foi reserva na disputa da Copa Umbro, realizando sua segunda partida ao substituir Ronaldo na vitória por 3–1 sobre a Inglaterra. Contudo, acabou de fora da Copa América de 1995.
Zagallo estava à procura de alguém para ser o que ele chamava de "jogador número 1", que seria aquele que servisse os atacantes e agisse como ponte com os dois meias mais defensivos, um jogador capaz de ajudar na marcação, mas rápido para servir o ataque e ele próprio atacar, semelhantemente ao que antes se denominava "ponta-de-lança". Zagallo também exigia que tal jogador, além de municiar o ataque e ajudar na defesa, também percorresse tanto o lado direito como o esquerdo. Giovanni foi um dos testados na tarefa de ser o "número 1", fazendo em 9 de agosto (5–1 no Japão) e em 12 de agosto de 1995 (1–0 sobre a Coreia do Sul os seus dois primeiros jogos como titular pela seleção. De início, saiu-se bem, sem sentir o peso de vestir a camisa 10 também na seleção. Ainda em 1995, também foi titular em amistosos contra Uruguai (2–0 em 11 de outubro) e Colômbia (3–1).
Para o futebol nos Jogos Olímpicos de Verão de 1996, Giovanni já extrapolava em um ano a idade sub-23, com as três exceções à regra sendo destinadas a Aldair, Bebeto e Rivaldo. Mas Zagallo pré-convocou o paraense para uma lista de espera para a eventualidade de alguma lesão do trio - contudo, o único que terminou cortado seria Beto, de idade olímpica e então substituído por Marcelinho Paulista, também sub-23. O sucesso de Giovanni ao fim do primeiro mês de Barcelona recolocou-o no time de Zagallo já em agosto de 1996; em amistosos naquele mês, ambos encerrados em 2–2, forneceu uma assistência (para Donizete Pantera) contra a Rússia em Moscou e sobre os Países Baixos marcou pela primeira vez, em Amsterdã. Ao longo do semestre, Zagallo optou por não convocar Ronaldo e Giovanni juntos, pelo desfalque que representavam ao Barcelona; poupado de amistoso que o Brasil fez contra a Lituânia, Giovanni reapareceu em outro, contra Camaraões, abrindo o placar em cobrança de falta e tendo duas outras tentativas salvas em cima da linha na vitória por 2–0.
Em janeiro de 1997, ele era considerado intocável perante torcida e o treinador Zagallo na seleção. Mesmo iniciando uma má fase no Barcelona, Giovanni manteve-se convocado e foi protagonista de amistoso em fevereiro de 1997, contra  Polônia, ofuscando a celebrada dupla ofensiva Ronaldo e Romário, que pela primeira vez jogaria junta; era precisamente também a reestreia de Romário, ausente desde a final da Copa do Mundo FIFA de 1994. O paraense, dias antes avaliado como o verdadeiro melhor jogador do mundo na opinião de Sócrates, participou apenas do primeiro tempo, com Zagallo comunicado de antemão a intenção de testar Juninho Paulista para o segundo. Mas pôde marcar duas vezes naquela partida, inclusive o primeiro gol da era Nike na seleção, a estrear naquela ocasião os uniformes de nova fornecedora de material esportivo. Àquela altura, Giovanni havia marcado quatro gols nos últimos cinco jogos da seleção, dos quais jogara em quatro.
Contudo, a "lentidão" de Giovanni e a perda de espaço no próprio Barcelona ao longo do primeiro semestre de 1997 fez Zagallo optar por não chama-lo ou não usa-lo nos amistosos seguintes. Uma partida criticada no Torneio da França de 1997, contra a seleção francesa, também prejudicou Giovanni, que acabou limitado na Copa América de 1997 apenas aos dezoito minutos finais da estreia, contra a Costa Rica. Aquele torneio chegou a ser encarada como sua derradeira chance por um lugar na Copa do Mundo FIFA de 1998, e Zagallo não escondeu grande descontentamento com a "apatia" do paraense. Tostão, que afirmara em 1996 que Giovanni era "um fora-de-série", com "potencial para se tornar um dos grandes jogadores da história ao lado de craques como Zico, Platini e Beckenbauer", chegara a opinar ainda em agosto de 1997 sobre Giovanni e Djalminha que "acho que ele (Zagallo) não vai querer mais usar os dois", mesmo sendo "superiores ao Juninho", que parecia aprovado para a posição.
Giovanni também terminou prejudicado por uma lesão séria no início da temporada 1997-98, a afasta-lo por semanas, privando-o até mesmo de um amistoso que o Brasil fez em Belém do Pará contra o Marrocos naquele semestre. O meia pôde recuperar-se no Barcelona ao longo da temporada 1997-98,  mas Zagallo aquela altura justificava a ausência por começar a pensar no paraense como um atacante fixo, posição para a qual não mais via alternativas que Bebeto e Edmundo aos titulares Ronaldo e Romário; preferia testar para o meio-campo, além de Juninho, também Leonardo, Amoroso e o veterano Raí. Outra justificativa do treinador era a conclusão de que Giovanni só conseguia jogar bem no seu clube e não o chamou para a Copa das Confederações de 1997 (embora incluísse Giovanni entre os pré-convocados) e nem mesmo para a equipe experimental da Copa Ouro da CONCACAF de 1998.

### 1998
A decepcionante eliminação para os Estados Unidos na Copa Ouro da CONCACAF de 1998 fez a Confederação Brasileira de Futebol empregar Zico como assistente de Zagallo e mostrar-se um defensor do paraense. Na mesma época, uma séria contusão de Juninho Paulista e más atuações de Raí pareciam manter as chances de Giovanni, especialmente após seu clube na sequência voltar a ser campeão espanhol depois de três anos com Giovanni marcando gols nas vitórias nos dois clássicos com o Real Madrid; marcando também em clássicos contra Espanyol e Atlético de Madrid.
Em entrevista à Placar de abril de 1998, Zagallo frisou que Giovanni não estaria descartado para o mundial. No final daquele mesmo mês, no último amistoso antes da convocação, Raí saiu-se muito mal contra a Argentina, que venceu por 1–0 dentro do Maracanã, onde não ganhava do rival havia 41 anos. Exatamente no mesmo dia, horas antes, Giovanni, que já havia recentemente marcado sobre o Real Zaragoza o gol que valeu por antecipação o título espanhol do Barcelona (precisamente no dia seguinte ao anúncio de que não estaria na chamada para o jogo contra os argentinos), fora decisivo na conquista também da Copa del Rey. Ainda que sob aparente contragosto, Zagallo aceitou inclui-lo na convocação ao Mundial, desistindo de Raí. De fato, apesar da boa fase do paraense, sua convocação foi uma surpresa, reforçando a impressão de que a derrota para a Argentina teria pesado em algumas alterações na lista.
Curiosamente, Giovanni, no mesmo dia da sua convocação à Copa do Mundo FIFA de 1998, foi expulso, na decisão da Copa da Catalunha, contra o Europa. Zico, coordenador técnico da seleção, havia decidido em favor dele em detrimento também de Juninho, que vinha procurando recuperar-se a tempo do torneio. Zico justificou-se afirmando que já vivenciara, na Copa do Mundo FIFA de 1986, a sensação de chegar ao torneio sem condições ideais de jogo por conta de lesão. Pela mesma razão, Zico havia defendido o corte de Romário, que tinha lesão na panturrilha mas dizia-se apto a participar e estaria apoiado por Zagallo, que, por sua vez, havia perdido poder após a decepção brasileira na Copa Ouro.
Houve quem suspeitasse que a Nike, que patrocinava Giovanni, também estaria por trás da convocação, uma vez que chamou-se também outro jogador patrocinado pela empresa e sumido da seleção, o zagueiro Márcio Santos (que acabaria cortado), embora o meio-campista já tivesse contrato com ela desde 1996. Além disso, Giovanni era o quarto jogador com menos partidas pela seleção (tinha treze) entre os convocados, à frente apenas de Doriva (onze), Carlos Germano (oito) e Zé Carlos (nenhuma). A convocação dele e de Rivaldo serviriam de suporte para mais gols de Ronaldo e Romário, que não vinham recebendo tanto a bola.
Na edição de junho de 1998 da Placar, às vésperas da Copa, Paulo Roberto Falcão antecipou que Giovanni estaria sacrificado na tática de Zagallo, onde não renderia como "número 1". "Rivaldo e Giovanni são meias de características ofensivas. Só podem ajudar na marcação se a defesa se adiantar e diminuir o espaço quando o Brasil perder a bola", escreveu Falcão. Em um primeiro compromisso após a convocação, a imprensa notou os "sérios apuros" de Giovanni em jogo-treino em Lésigny contra o Racing de Paris, mas 48 horas depois ele também foi aprovado como o mais aplaudido no amistoso festivo do centenário do Athletic de Bilbao; depois de um primeiro tempo apagado sob tarefas defensivas, foi liberado no segundo por Zagallo para atuar mais solto e gestou o gol brasileiro no empate em 1–1, anotado por Rivaldo, a ponto de uma posterior substituição do paraense ser vista como "estranha". Giovanni, na sequência, abriu o placar no último amistoso pré-Copa, sobre Andorra, embora visivelmente não rendesse na imposição tática de Zagallo como jogador de marcação; Zagallo conferia no meio-campo liberdade plena apenas a Rivaldo e a imprensa antevia que Giovanni acabaria sacrificado na Copa do Mundo, mesmo que pudesse jogar.
Giovanni começou entre os titulares na estreia, contra a Escócia. Não foi bem. Ele tinha a função de marcar o meia adversário e atacar quando o Brasil recuperasse a bola, mas chegava cansado ao ataque, com dificuldade para concluir, que era o seu ponto forte. Sem ânimo para atacar e sem disposição para defender, foi tido como o pior em campo. "Até eu fiquei chateado comigo", assumiu na época. A imprensa espanhola esteve entre os críticos de Zagallo por tê-lo ordenado que jogasse mais recuado, fora de sua posição habitual. Zagallo preferiu passar a usar Leonardo pela meia-direita no lugar de Giovanni, mesmo com Leonardo sendo canhoto  e desta forma precisar se entortar no ataque por não saber usar a perna direita.
Mesmo Zico, considerado na comissão técnica como o principal defensor da convocação de Giovanni, defendeu em diferentes momentos a alteração: "em uma Copa, não se pode insistir no jogador quando ele não está bem. A competição é curta e precisamos colocar em campo quem está melhor, mesmo que o titular sofra com isso", justificaria já na segunda partida; ao fim do torneio, reiterou: "não fui só eu que me decepcionei com o Giovanni. Todos sentimos o mesmo. A gente sabia o que ele podia produzir. Pela experiência que tem, Giovanni foi simplesmente burocrático, não tentou nada. Em uma Copa do Mundo, não se pode esperar muito tempo. Se você tem um jogador que está fora, treinando bem, como o Leonardo, o negócio fica difícil". Giovanni foi usado apenas no primeiro tempo contra a Escócia e não voltou mais a jogar no torneio, mesmo com Leonardo também chegando a ser considerado o pior em campo, após o jogo contra a Dinamarca, ou após uma suspensão de César Sampaio pelo acúmulo de cartões amarelos, como para a partida contra a Noruega.
O paraense foi o primeiro jogador a ser substituído na Copa de 1998. O cunho público de sua insatisfação contra Zagallo acabou mal recebido pelos colegas, a também preferirem a permanência de Leonardo por este ser um meio-campista de melhor aptidão defensiva. Giovanni reiteraria nos anos seguintes suas queixas ao treinador, seja pela ausência de nova oportunidade ("a chance que nos dão é essa, um jogo. Se for mal, tira", em 2004) ou pela escalação improvisada ("fui titular na estreia, em um esquema que não tinha treinado. Aquilo me queimou, porque fiz uma função que não era minha. Aí o Zagallo me tirou de vez", em 2009).
O jogador teria defensores: ainda no início da competição, Carlos Alberto Parreira expressou que "foi bom o Zagallo ter trazido o Giovanni para a Copa. Ele estava numa fase excepcional no Barcelona. Jovem, goleador, jogando num clube de ponta. Não iria sentir a responsabilidade. Mas não é fácil um jogador se enquadrar no esquema da Seleção Brasileira. Treinador precisa de tempo, jogador precisa de tempo. Giovanni ainda tem chance de voltar ao time, é um grande jogador". A Placar, na época, concluiu que Zagallo também teria culpa no desempenho ruim de Giovanni, em matéria assinada por três repórteres. Nela, inclusive usaram Roberto Carlos como outro exemplo de jogador em quem o treinador "não soube explorar a potencialidade individual. Roberto Carlos jogou mais recuado do que no Real Madrid, sem arriscar chutes a gol e os cruzamentos que o fizeram o segundo melhor jogador do mundo"..
O jornal espanhol Mundo Deportivo igualmente culpou o técnico por impor excesso de obrigações defensivas a alguém não habituado com a tarefa e também creditou até mesmo o poliglotismo do concorrente como outro fator para a perda da titularidade: "Giovanni se sente a vítima de Zagallo. É a vítima de Zagallo. Leonardo defendeu o treinador em San Mamés quando Edmundo criticou ‘esse que não entende que Bebeto não pode jogar, que tenho que jogar eu’. Leonardo sempre foi o garoto mimado do selecionador. Chorou no ombro de seu treinador quando os garotos maus da seleção cortaram o cabelo a zero, faz de relações públicas no treino, traduz a Zagallo o inglês, o francês, inclusive o japonês (…). E Giovanni, não. Seu único mérito é ter demonstrado no Barcelona que é um craque".
A revista argentina El Gráfico também mostrou-se simpática a Giovanni, ao aborda-lo na semana das oitavas-de-final. Reportou que o meio-campista vinha buscando confortar-se através de leituras da Bíblia e colheu  dele a declaração "não vim ao Mundial para jogar só 45 minutos. Contra a Escócia, me sacrifiquei por meus companheiros e não fui reconhecido. Mas estou tranquilo: Deus corrige qualquer injustiça cometida contra seus filhos". A reportagem se encerrou com o seguinte comentário ao argumento do jogador: "Deus com certeza [corrige injustiças]. Mas Zagallo...?". Ao fim, nem mesmo o perfeito aproveitamento de Giovanni nos treinos de pênaltis fez Zagallo coloca-lo entre os batedores contra os Países Baixos, na semifinal. Em 2004, Giovanni assim resumiu o que seguia sentindo:
| “ | Fui iludido. Melhor ter começado no banco e entrar do que ir mais ou menos no primeiro jogo, ser sacado e nunca mais jogar. Ele me deixou como inimigo. E teve gente que foi muito pior do que eu e jogou a Copa inteira. Ele pediu para eu fazer uma coisa que eu não poderia fazer, que é marcar. Fazer sombra, legal, mas jogar na ponta-direita para marcar o lateral? Nunca fiz isso. Então, põe o cara que sabe fazer essa função e me deixa no banco. Mas aprendi. Nunca faça o que o técnico quer, porque é você que se ferra. (Se passasse novamente pela mesma situação) Eu pediria para ir embora. Pediria minha passagem. É um saco ir a uma Copa do Mundo e ficar só olhando. Mas em 1998, eu pensei: 'ainda sou novo, posso ter nova chance na seleção'. | ” |

Em 2013, voltou a reclamar daquela situação: "O Zagallo tinha algumas opções: eu, o Rivaldo e o César Sampaio. Nos amistosos, apenas eu e o Rivaldo marcamos gols, enquanto o César Sampaio não marcou em nenhum. Mas veio a Copa, o Rivaldo foi bem, o César marcou um gol e eu caí. Reconheço que não fui bem naquela partida (contra Escócia), mas não merecia sair da equipe. Fiquei sempre no banco, só o Denílson entrava. Fui injustiçado. O Zagallo até deu uma declaração falando que, se o goleiro se machucasse, o Denílson era a primeira opção".
Apesar da decepção, Giovanni seguiu sendo tratado em 1998 como opção na seleção pela imprensa. Uma das primeiras perguntas feitas a Vanderlei Luxemburgo após ele suceder Zagallo foi sobre a possibilidade de uma recuperação do paraense. Luxemburgo enfatizou que "claro. Ele chegou à seleção por sua qualidade. Ele precisa de uma abordagem psicológica, um trabalho de cabeça. O treinador entra com a prática e o psicólogo, com a sustentação emocional", respondeu Luxemburgo.

### 1999
Giovanni foi figura ausente nos primeiros jogos da seleção sob Vanderlei Luxemburgo, ainda em 1998, voltando em 1999 às convocações, mesmo que àquela altura viesse sem espaço no próprio Barcelona. Seu primeiro jogo pelo Brasil desde a Copa do Mundo FIFA de 1998 foi justamente a partida festiva pelo centenário do Barça, entrando no decorrer do amistoso no Camp Nou. A ocasião foi recordada pelos torcedores culés verem em campo pela única vez juntos os quatro grandes ídolos brasileiros que o clube tivera na década de 1990 - Giovanni atuou lado a lado de Romário, Ronaldo e Rivaldo, e terminou ovacionado pela plateia catalã, ainda que isso não evitasse que ele seguisse sem espaço no clube.
Mesmo já sem jogar com o Barcelona, Giovanni receberia novas oportunidades com Luxemburgo, ao fim do semestre. Na sequência, Giovanni foi utilizado como titular em duas partidas contra os Países Baixos, destacando-se apenas na primeira, onde marcou ao fim do primeiro tempo o segundo gol, fazendo o Brasil vencer por 2–0 - seria seu último gol pela seleção. Luxemburgo buscou testar outro jogador para o segundo tempo, substituiu-o e acabou sofrendo o empate em 2–2. Na segunda partida, porém, Giovanni teve atuação considerada apática, decisiva para o técnico optar por não leva-lo à Copa América de 1999. Giovanni não guardaria rancor, vindo a descrever Luxemburgo em 2004 como o melhor treinador do Brasil: "tira o cara e diz o motivo".
O paraense só faria mais um jogo pela seleção, ainda em 1999, quando já estava no futebol da Grécia. Vinha tendo boas exibições com o Olympiacos na Liga dos Campeões da UEFA de 1999–00, notadamente por dois gols sobre o Real Madrid, e foi utilizado no decorrer de amistoso contra a Espanha, dias antes de uma séria lesão na liga grega afastar-lhe por quase todo o restante da temporada 1999-2000. Uma vez recuperado da lesão, Giovanni mostrava-se confiante em permanecer na seleção, declarando em 2000 que "o Luxemburgo me deu uma chance em um amistoso contra a Espanha, quando eu já jogava na Grécia. O Campeonato Espanhol tem mais mídia, mas você estando bem aparece em qualquer lugar. Tenho certeza de que ainda vou voltar à seleção".
O fracasso de Luxemburgo nas Olimpíadas de Sydney, porém, resultou na demissão do treinador. E a permanência no escondido futebol grego veio a afastar o paraense de novas convocações. Apenas Gilberto Silva, então no Panathinaikos, nove anos depois da última partida de Giovanni, também foi chamado do futebol da Grécia. Em entrevista de grande acidez em 2004, o paraense insinuou que haveria lobby na seleção, medida que jamais tomaria:
"Imagine se ele (Carlos Alberto Parreira, então treinador do Brasil) me chama! Os caras iam bater nele! Como trazer um cara que ninguém sabe como está jogando? O campeonato grego não passa na TV, aqui não tem imprensa. E tem outros que vão dez anos mal e estão ali. Como brigar com eles? Não dá. Se eu voltar para a seleção, é pelo meu jogo, não porque paguei repórter. Todo mundo sabe que tem jogador que paga para estar na TV, só para aparecer, só para chegar à seleção. Eu jamais faria isso".
Cinco anos depois, em 2009, afirmou que "na seleção, o jogador tem que se impor. E eu sou um cara muito introvertido e perdia espaço por causa disso. Não me arrependo de ser assim, mas sei que isso atrapalhou".

### Jogos
Ao todo, Giovanni jogou vinte vezes Seleção Brasileira de Futebol, considerando os amistosos não-oficiais com o Athletic Bilbao e contra o Barcelona. Marcou seis gols. Embora não tenha sido duradouro na seleção, ela nunca perdeu um jogo com ele em campo. A tabela abaixo resume as aparições de Giovanni pelo Brasil.
| #     | Data                    | Competição                 | Local                                            | Adversário         | Placar | Gol(s) |
| ----- | ----------------------- | -------------------------- | ------------------------------------------------ | ------------------ | ------ | ------ |
| 1     | 17 de maio de 1995      | Amistoso                   | Ramat Gan, Ramat Gan                             | Israel             | 2–1    | 0      |
| 2     | 11 de junho de 1995     | Copa Umbro                 | Wembley, Londres                                 | Inglaterra         | 3–1    | 0      |
| 3     | 9 de agosto de 1995     | Amistoso                   | Olímpico, Tóquio                                 | Japão              | 5–1    | 0      |
| 4     | 12 de agosto de 1995    | Amistoso                   | Civic, Suwon                                     | Coreia do Sul      | 1–0    | 0      |
| 5     | 11 de outubro de 1995   | Amistoso                   | Fonte Nova, Salvador                             | Uruguai            | 2–0    | 0      |
| 6     | 20 de dezembro de 1995  | Amistoso                   | Vivaldão, Manaus                                 | Colômbia           | 3–1    | 0      |
| 7     | 28 de agosto de 1996    | Amistoso                   | Dínamo, Moscou                                   | Rússia             | 2–2    | 0      |
| 8     | 31 de agosto de 1996    | Amistoso                   | ArenA, Amsterdã                                  | Países Baixos      | 2–2    | 1      |
| 9     | 13 de novembro de 1996  | Amistoso                   | Pinheirão, Curitiba                              | Camarões           | 2–0    | 1      |
| 10    | 18 de dezembro de 1996  | Amistoso                   | Vivaldão, Manaus                                 | Bósnia-Herzegovina | 1–0    | 0      |
| 11    | 26 de fevereiro de 1997 | Amistoso                   | Serra Dourada, Goiânia                           | Polônia            | 4–2    | 2      |
| 12    | 3 de junho de 1997      | Torneio da França de 1997  | Gerland, Lyon                                    | França             | 1–1    | 0      |
| 13    | 13 de junho de 1997     | Copa América de 1997       | Ramón Tahuichi Aguilera, Santa Cruz de la Sierra | Costa Rica         | 5–0    | 0      |
| 14    | 31 de maio de 1998      | Amistoso não-oficial       | San Mamés, Bilbao                                | Athletic Bilbao    | 1–1    | 0      |
| 15    | 3 de junho de 1998      | Amistoso                   | Stade Bauer, Saint-Ouen                          | Andorra            | 3–0    | 1      |
| 16    | 10 de junho de 1998     | Copa do Mundo FIFA de 1998 | Stade de France, Saint-Denis                     | Escócia            | 2–1    | 0      |
| 17    | 28 de abril de 1999     | Amistoso não-oficial       | Camp Nou, Barcelona                              | Barcelona          | 2–2    | 0      |
| 18    | 5 de junho de 1999      | Amistoso                   | Fonte Nova, Salvador                             | Países Baixos      | 2–2    | 1      |
| 19    | 8 de junho de 1999      | Amistoso                   | Serra Dourada, Goiânia                           | Países Baixos      | 3–1    | 0      |
| 20    | 13 de novembro de 1999  | Amistoso                   | Balaídos, Vigo                                   | Espanha            | 0–0    | 0      |
| Total | Total                   | Total                      | Total                                            | Total              | Total  | 6      |

## Descoberta de Paulo Henrique Ganso
Um fato curioso e que poucos sabem é que Giovanni foi o responsável pela chegada de Paulo Henrique Ganso ao Santos. Em 2005, enquanto passava férias em Belém, no Pará, ele ouviu falar de Paulo Henrique através de um amigo:
| “ | Eu e o Paulo Henrique temos um amigo em comum e mandei levarem ele no meu time de "pelada" em Belém. Vi que, embora jovem, o Ganso tinha uma classe bem apurada. O que fiz foi abrir a porta para ele. O mérito é todo dele. Ganso é diferenciado, 'malandro' e esperto dentro de campo. | ” |

Giovanni então indicou o jovem aos diretores do clube santista, que bancaram a ida do garoto para a cidade de Santos com a finalidade de fazer testes nas categorias de base. Três anos mais tarde, Paulo Henrique Ganso assinava seu primeiro contrato principal na carreira. Logo que foi revelado e ainda era pouco conhecido, Ganso, também por conta da origem paraense, chegou a ser denominado como "o sucessor de Giovanni" e foi muito comparado ao G10.
Contudo, a relação entre eles chegou a ser abalada após a exclusão do empresário sugerido por Giovanni nas negociações pelo vínculo de Ganso com o Santos  e desencontros sobre o percentual do próprio Giovanni no contrato da revelação. Em 2013, o ex-jogador frisou que tem uma relação de amizade com Ganso e que já deu tais polêmicas como encerradas.
Ganso foi precisamente o primeiro paraense a jogar pela seleção brasileira principal desde a última partida de Giovanni.

## Vida pessoal
Único filho homem de Eládio Pinto de Oliveira e Doracy Silva de Oliveira, Giovanni, que possui três irmãs, nasceu em Belém por recomendação médica em relação a seu parto. Sua família residia em Soure, na Ilha do Marajó. Aos 13 anos de idade, passou a viver em Abaetetuba, sendo dado como filho desta cidade a ponto de ocasionalmente ser ela, por equívoco, a referida como seu local de nascimento.
Após a polêmica aposentadoria no Santos, o jogador voltou a morar em Belém, e atualmente divide-se (com a família) entre Santos e a capital paraense. Nela, Giovanni possui o Acrópole, uma escola de ensino infantil, fundamental e médio junto com sua esposa, que é formada na área; e tem uma clínica moderna de fisioterapia em razão de um de seus dois filhos, que tem necessidades especiais. Eventualmente participa de ações beneficentes com amigos que fez no futebol. Giovanni é evangélico  e chegou a integrar os cultos dos Atletas de Cristo na seleção.
Ele também é participante frequente de partidas de veteranos do Barcelona, com a equipe Barça Legends, sem manifestar interesse em iniciar uma carreira de treinador; em 2022, assumiu que poderia se interessar em trabalhar como de auxiliar técnico, até mesmo na sua ex-equipe do Remo. Veio a exercer no próprio Santos o cargo, em julho.
Politicamente, Giovanni manifestou apoio público a Jair Bolsonaro na eleição presidencial no Brasil em 2018. Na ocasião da Copa América de 2021, cuja sede foi de última hora polemicamente remanejada para o Brasil após a pandemia de COVID-19 afasta-la do Chile, Giovanni desaprovou protestos ensaiados por alguns jogadores da seleção brasileira contra a pertinência do evento no contexto pandêmico.

## Títulos

### Profissional
Santos
- Torneio de Verão: 1996
- Campeonato Paulista: 2006, 2010[152]
- Copa do Brasil: 2010[153]

Barcelona
- Supercopa da Espanha: 1996
- Troféu Joan Gamper: 1996, 1997, 1998
- Copa do Rei: 1996–97, 1997-98
- Recopa Europeia:  1996–97
- Supercopa Europeia: 1997
- La Liga: 1997–98 e 1998–99

Olympiacos
- Campeonato Grego: 1999-00, 2000–01, 2001-02, 2002-03 e 2004-05
- Copa da Grécia: 2004–05

Seleção Brasileira
- Copa Umbro: 1995
- Copa América: 1997

### Campanhas de destaque
Seleção Brasileira
- Copa do Mundo FIFA: vice-campeão (1998)

### Categorias de Base
Tuna Luso
- Campeonato Paraense Sub-23: 1990, 1991, 1992

### Individuais
- Bola de Ouro da Revista Placar: 1995
- Bola de Prata da Revista Placar: 1995
- Melhor jogador do Troféu Joan Gamper: 1997
- Futebolista estrangeiro do ano no Campeonato Grego pela União Grega de Futebolistas Profissionais: 1999–2000, 2003–04

### Artilharias
- Campeonato Paulista: 1996 (24 gols)
- Campeonato Grego: 2003–04 (21 gols)